# Бенгальские касты

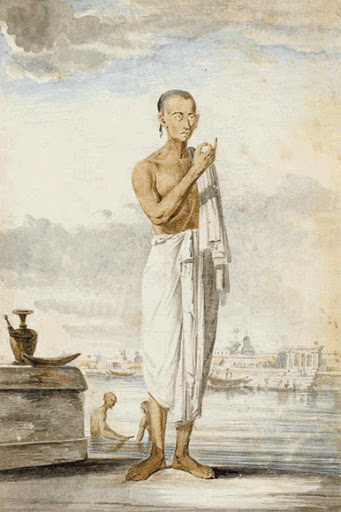
Бенгальский брамин

Бенгальцы составляют основное население исторического региона Бенгалия, который охватывает обширную дельту Ганга (современная территория государства Бангладеш и индийских штатов Западная Бенгалия и Трипура). Как и у большинства народов Южной Азии, у бенгальцев сохраняется устойчивая кастовая система, то есть исторически закрепившееся деление населения на варны, касты и подкасты (у индуистов в большей степени, у мусульман и христиан — в меньшей). Нередко в состав бенгальских каст включаются соседние малые народности. Традиционно кастовая градация и сегрегация играют большую роль в бенгальском обществе, хотя начиная с XX века их влияние на повседневную жизнь бенгальцев постепенно ослабевает.
В меньшей степени, чем в Индии и Бангладеш, кастовая система сохраняется и среди бенгальской диаспоры. Многие аспекты кастового деления присутствуют среди бенгальцев в соседних странах Индийского субконтинента, таких так Пакистан, Непал и Бутан; среди традиционных общин бенгальцев в Юго-Восточной Азии (Мьянма, Малайзия и Сингапур); а также среди недавних выходцев из Бенгалии, особенно в среде трудовых эмигрантов в странах Персидского залива (Саудовская Аравия, Объединённые Арабские Эмираты, Кувейт, Бахрейн и Оман). Не так рьяно соблюдаются кастовые запреты и ограничения среди бенгальцев в странах Запада (Великобритания, США, Канада, Австралия, Италия) и Дальнего Востока (Южная Корея и Япония).

## Общие сведения

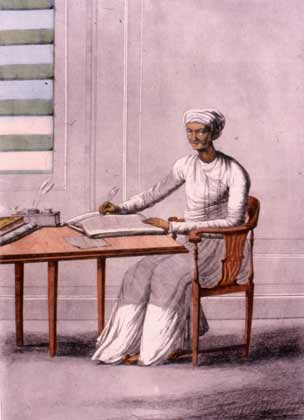
Бенгальский каястха

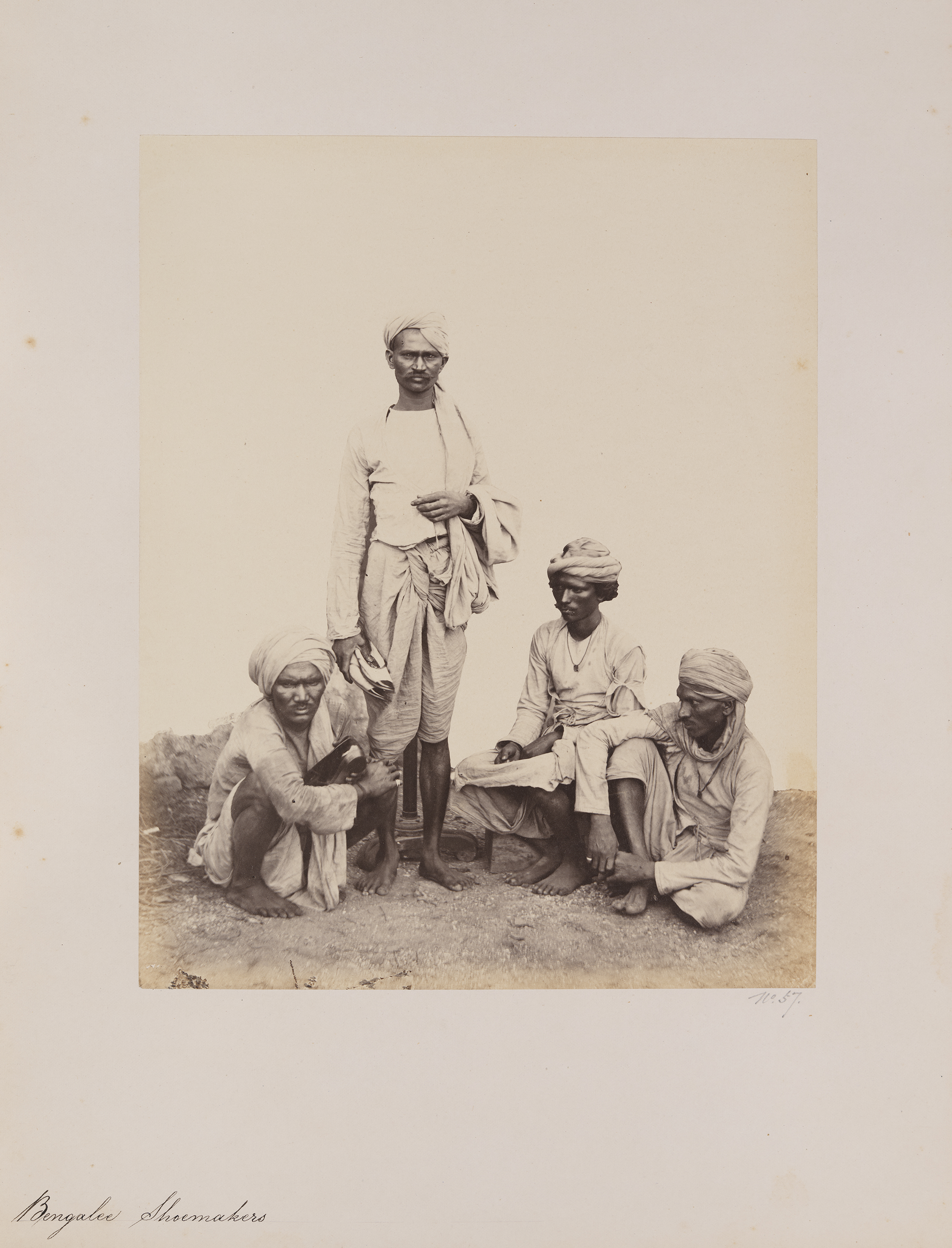
Бенгальские мочи

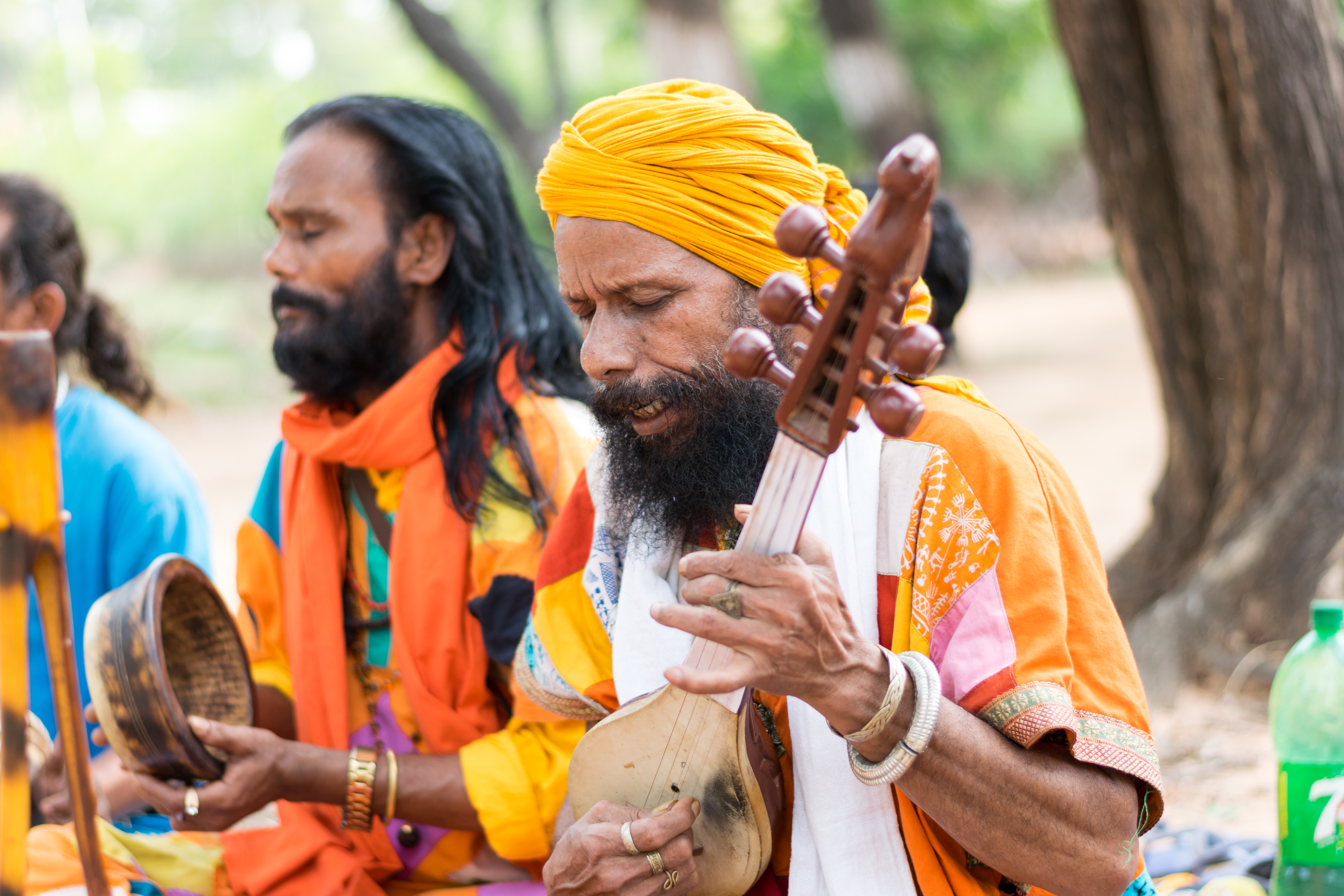
Бенгальские баулы

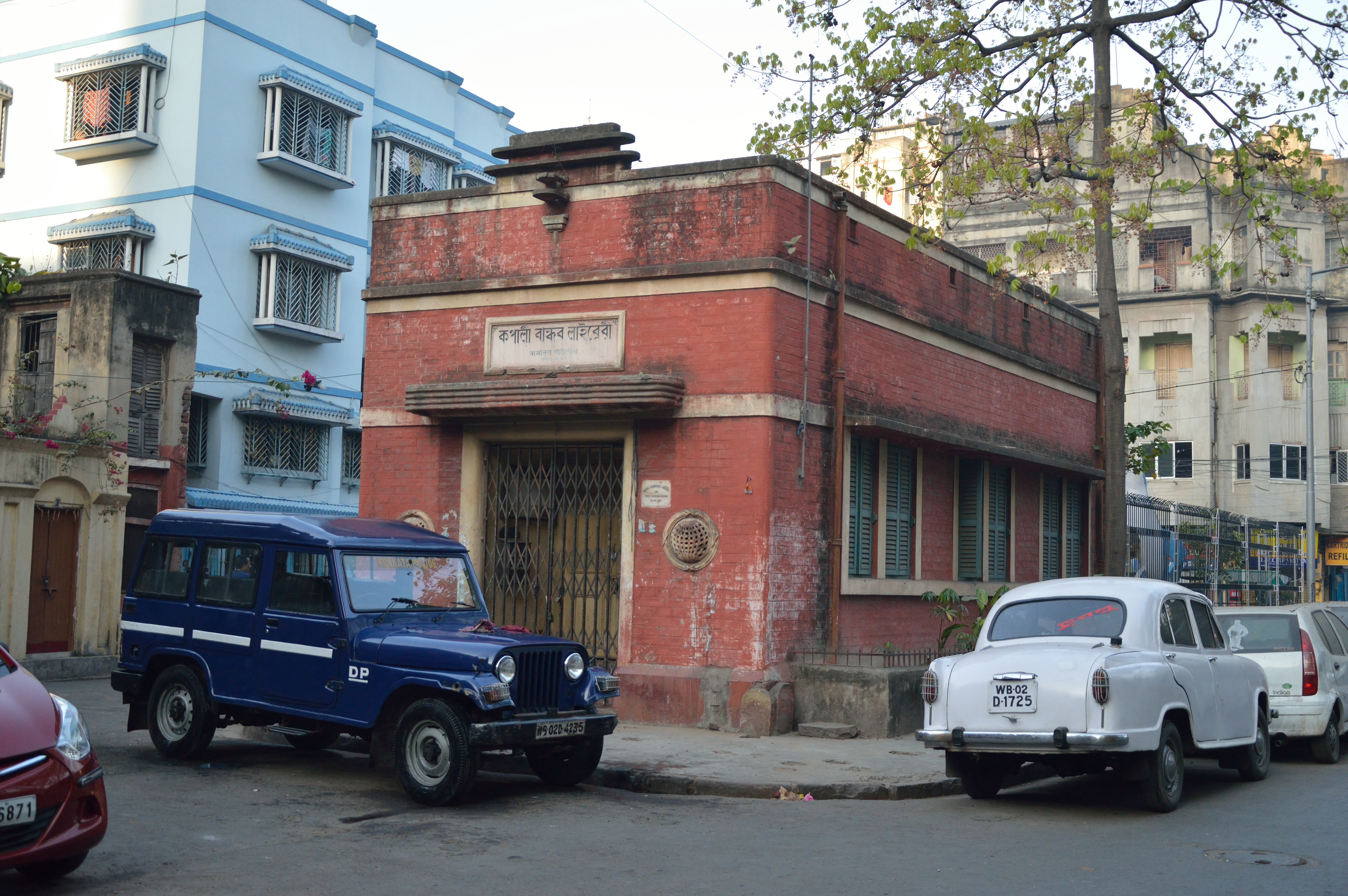
Библиотека касты капали в Колкате

На вершине бенгальской кастовой системы стоят бхадралок («благородные», «джентльмены» или «воспитанные люди»). Костяк этого влиятельного сословия, возникшего в период британского правления, составляют три высшие касты: брахманы (брамины), байдья (вайдья) и каястха. Однако начиная со второй половины XIX века бхадралок не было закрытым социальным сообществом: преимущественно в него попадали представители высших каст, имевшие богатство, западное образование и обширные связи в административном аппарате, но нередко в ряды «новой аристократии» пробивались и разбогатевшие члены средних каст торговцев и землевладельцев. Напротив, бедные и неграмотные брамины, байдья и каястха не входили в состав бхадралок. Поскольку члены этого сословия имели административные навыки и экономическое влияние, после обретения Индией независимости многие из них перекочевали в органы власти новообразованной республики.
После раздела Бенгалии в ряды бхадралок также влились образованные индусские беженцы из Восточной Бенгалии, в том числе и те из них, кто потерял всё имущество во время кровавых погромов. С конца 1940-х годов члены бхадралок закрепились в политической системе, культуре и общественной жизни Западной Бенгалии, но их правление постепенно привело к экономическому упадку штата и потере высшими кастами былого могущества. Начиная с 1950-х годов бхадралок отчасти утратили свои обширные земли, богатства и были расколоты между различными политическими партиями Бенгалии (Конгресс, коммунисты, марксисты, наксалиты), что нередко приводило к вспышкам насилия, но также вызвало расцвет бенгальской культуры и науки. Яркими представителями бхадралок того периода были Бидхан Чандра Рой и Сатьяджит Рай.
Со временем внутренняя вражда между отдельными группами бхадралок привела к тому, что в 1990-х годах они утратили своё политическое влияние, которое перехватили новые для штата партии AITC и BJP, а также сельские боссы, обеспечивающие голоса на выборах от «своего» округа. Однако бхадралок сохранили за собой роль ведущей силы в среде бенгальской интеллигенции; кроме того, у них осталось влияние в таких сферах, как образование, здравоохранение, судебная система и адвокатура.
За «благородными» следуют частные предприниматели и влиятельный класс землевладельцев (многие из которых происходят из числа бывших заминдаров), у которых в подчинении находятся члены так называемых передовых каст, в том числе самой многочисленной аграрной касты махишья. В самом низу бенгальской кастовой иерархии стоит варна неприкасаемых, известная как намашудра (бенгальский аналог чандалов). Бенгальские далиты, которые относятся к зарегистрированным кастам и племенам (SC and ST), а также к другому отсталому классу (OBC), не имеют своей отдельной политической силы, а голосуют на выборах за тех политиков или партии, которые обещают им наибольшие квоты, субсидии и другие преференции.
Также в Бенгалии распространены общеиндийские касты, которые, как правило, имеют индуистскую и мусульманскую ветви (хотя люди из этих каст говорят на одном языке и работают в одной профессии, из-за разных конфессий они практически не пересекаются друг с другом). К таким кастам относятся чамары (кожевенники), мочи (сапожники), дарзи (портные), рангрез (красильщики), дхоби (прачки), чик (мясники), гадди (молочники), маллаа (рыбаки и лодочники), калал (изготовители спиртных напитков), чурихары (изготовители браслетов) и хаджамы (лекари, ставящие медицинские банки).
В относительно просвещённой Бенгалии и среди индуистов, и среди мусульман, и среди христиан уже с XIX века стали появляться силы, по разным причинам выступавшие против кастовой системы. Именно бенгалец Рам Мохан Рой основал религиозно-нравственное движение Брахмо-самадж, которое боролось против кастовой системы, ритуала сати и детских браков среди индуистов.
Большое влияние в бенгальском обществе сохраняют кастовые организации, которые занимаются вопросами взаимопомощи, организацией кастовых праздников, помогают со свадьбами и похоронами, представляют интересы своей касты перед властями и другими кастами. Нередко правление кастовой организации решает, за кого будут голосовать члены касты на местных выборах.
Многие кастовые организации содержат больницы, детские сады, школы, колледжи, библиотеки, хосписы, столовые для бедных, а также кастовые храмы, святилища и кладбища. Некоторые кастовые организации имеют собственные финансовые учреждения, выполняющие функции касс взаимопомощи, и сельскохозяйственные кооперативы, которые помогают крестьянам с семенами, удобрениями и техникой. Также кастовые организации лоббируют перед местными властями постройку в бедных деревнях бесплатных туалетов и каменных домов вместо хижин, прокладку дорог, линий электропередачи, канализации и водопровода.
Начиная со второй половины XX века многие сельские жители из различных каст перебрались в большие города Бенгалии, ставшие настоящими плавильными котлами. С одной стороны, в таких огромных городских агломерациях как Дакка, Калькутта — Хаора, Читтагонг, Кхулна и Асансол стало легче обходить строгие кастовые традиции и ограничения; благодаря урбанизации увеличилось количество смешанных браков между членами разных каст, выросло число мест для работы, проживания и отдыха, где невозможно строго соблюдать правила «неприкасаемости» и «неприближаемости». С другой стороны, из-за традиционной бедности и низкого образовательного уровня членам зарегистрированных каст по прежнему трудно найти высокооплачиваемую работу и снять хорошее жильё, в результате чего они селятся в бедных районах, пополняя городские трущобы, которые отличаются плохой экологией, острой нехваткой школ, больниц, канализации и источников чистой воды.
Во второй половине XX века многие средние и низкие касты добились в городах Бенгалии значительного экономического, социального и политического успеха, пробившись в ряды городского среднего класса. Несмотря на это, они часто подвергаются социальной стигматизации со стороны высоких каст из-за своего аграрного или «нечистого» происхождения. Даже для современных образованных членов средних и низких каст физический труд является привычным делом, хотя высокие касты негласно считают его унизительным, предпочитая занимать руководящие должности и контактировать на работе с «равными» себе по статусу. Также некоторые члены высоких каст различными путями стараются ограничить финансовые дотации и образовательные квоты, которые предоставляются низким кастам.
Определить точную численность бенгальских каст довольно трудно. Последние переписи, которые учитывали кастовый состав населения, проводились ещё в британский период. В современной Индии власти ведут учёт лишь представителей низких каст и племён, которым предоставляются различные государственные квоты и субсидии.

## Бенгальские индуисты
Бенгальские индуисты составляют около 31 % от всех бенгальцев. Они преобладают в индийских штатах Западная Бенгалия (более 55 млн) и Трипура (2,2 млн), а также проживают в Бангладеш (более 13 млн), Ассаме (около 7 млн), Джаркханде (2,5 млн), Западной Европе и Северной Америке. Большая часть бенгальских индуистов исповедует шактизм и вишнуизм.

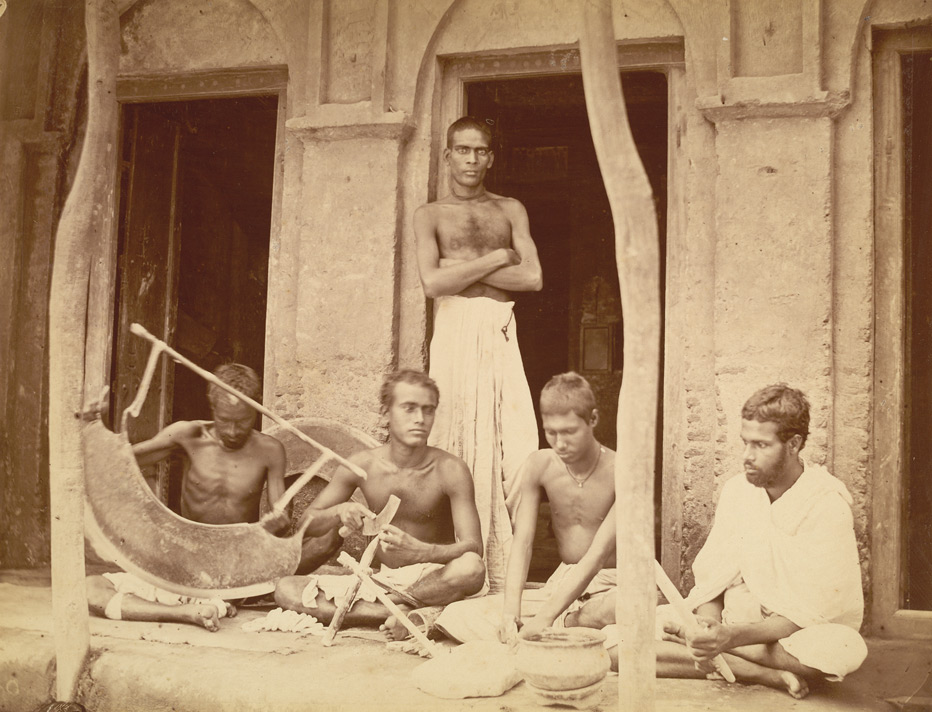
Бенгальские санхари — производители браслетов из ракушек

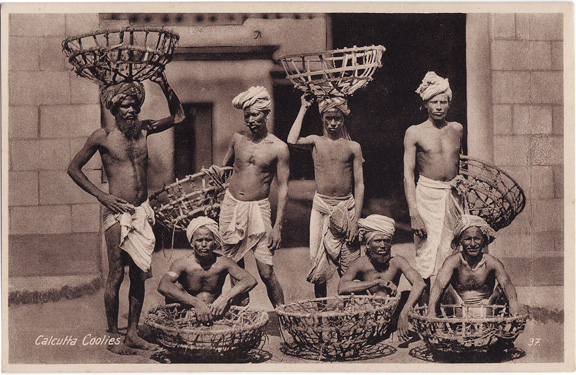
Бенгальские носильщики

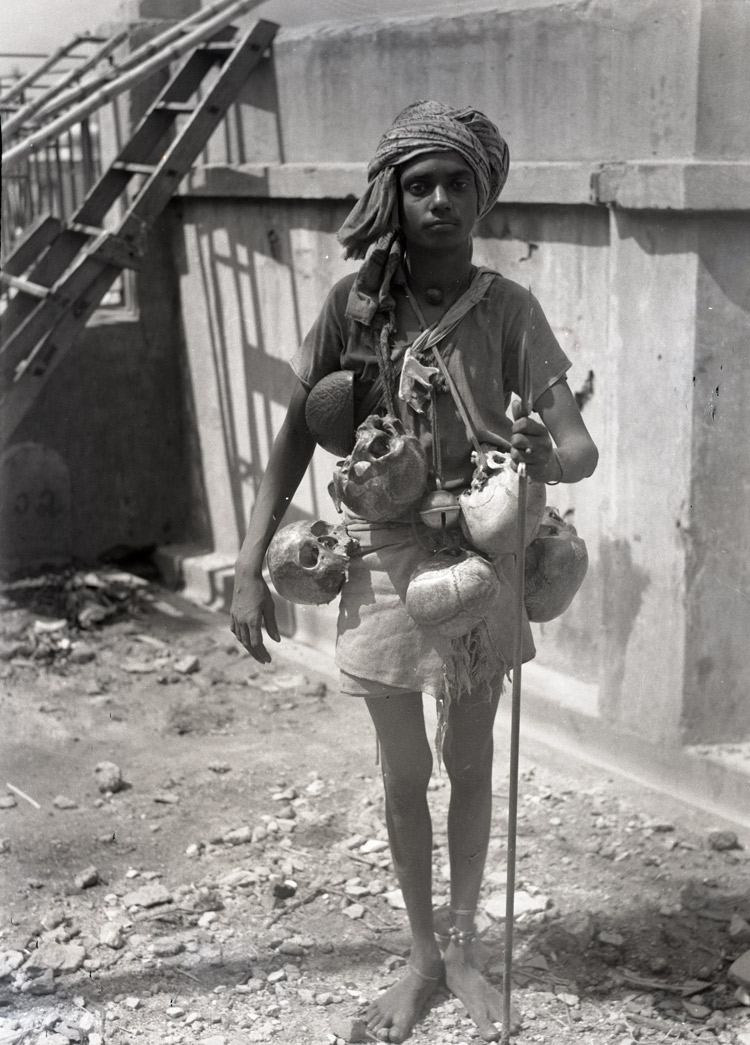
Бенгальский садху с поясом из черепов

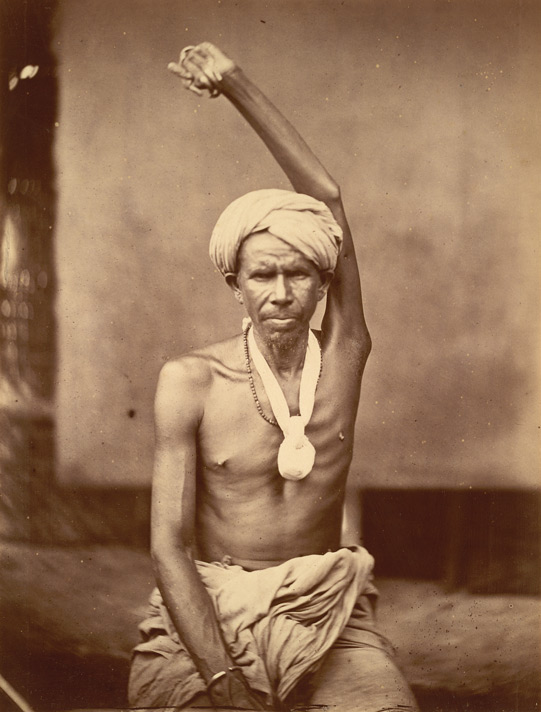
Бенгальский санньяси

Основу бенгальских индуистов составляет этнографическая группа гхоти («западные бенгальцы»). К гхоти близки бенгальцы из округов Пурулия и Дханбад, говорящие на локальных диалектах. Особняком стоят северные бенгальцы, говорящие на диалектах варендри и рангпури. Бенгальские индуисты составляют костяк кастовой системы региона. Все бенгальские индуисты делятся на четыре варны (чотурборно): белые, красные, жёлтые и чёрные люди. К белым относятся брахманы (брахмоны), которым предписано быть жрецами или учителями; к красным — кшатрии (кхотрийо), которым предписано быть правителями и военными; к жёлтым — вайшьи (бойссо), которым предписано быть пастухами, пахарями, ремесленниками и торговцами; к чёрным — шудры (шудро), которым предписано быть слугами и рабочими для более высоких варн.
Среди средних и низких бенгальских каст, а также среди адиваси широко распространена санскритизация — практика, при которой они причисляют себя к потомкам высоких варн (брахманов или кшатриев). В ходе исторического процесса санскритизации более низкие касты начинают подражать ритуалам и традициям более высоких каст, например, максимально приближают свои религиозные обряды к практикам брахманов (включая обряд получения священного шнура); отказываются от мяса и алкогольных напитков; отказываются от обычая выкупа невесты, заменяя его приданым; носят одежду или делают причёски, как у «благородных». Кроме того, для повышения собственного статуса некоторые средние и низкие касты (т. н. «потомки чистых шудр») ограничивают контакты с «неприкасаемыми»; или верхушка касты может перестать общаться с членами своей же касты, у которых сохраняется «нечистая» профессия (например, парикмахер, акушер, мясник, кожевник или уборщик нечистот). Нередко низкие касты придумывают себе предания и мифы, в которых они якобы породнились с легендарным воином или брахманом, который в древности был вынужден бежать в леса или горы к далитам или адиваси.
Высокие бенгальские касты, а также более низкие касты, которые подражают «благородным», придерживаются гипергамических обычаев кулинизма (или кулин пратха). Согласно этой традиции, появившейся в эпоху династии Сена, привилегированные семьи выдавали своих дочерей или сыновей за юношей и девушек из более высокой касты или даже варны. Например, девушка из одной семьи могла выйти замуж только за юношу своего класса, а девушка из более «чистой» семьи могла выйти за мужчину, принадлежащего к двум классам выше. Изначально избранные группы брахманов не могли вступать в смешанные браки, но практиковали полигинию. Когда возникал дефицит девушек из своего клана, сваты подбирали невест из других «благородных» кланов или высоких каст. Со временем в результате кулинизма из среды брахманов стали выделяться более мелкие кланы и касты (например, мукхья-кулина и гауна-кулина). Вслед за брахманами благодаря кулинизму также начали дробиться байдья (радха, варендра, силхети) и каястхи (дакшина-радха, уттара-радха, варендра, силхети и голам).
Согласно индуистским традициям, «благородная семья» (кулина) должна обладать следующими качествами: ачара (церемониальная чистота), видья (учёность), виная (дисциплинированность), пратиштха (чистая репутация), тиртха-дарсана (стремление к паломничеству), ништха (благочестие), тапасья (стремление к аскетической медитации), авртти (совершение браков только среди равных) и дана (терпимость). Обычно такие качества приписывали брахманам и другим высшим кастам. Со временем некоторые семьи теряли определённые качества и опускались по социальной лестнице, другие семьи благодаря удачным бракам наоборот повышали свой статус. Ради сохранения статуса кулина девочек выдавали замуж за стариков, а несовершеннолетних юношей — за пожилых женщин. Если подходящая пара не находилась, чтоб не портить репутацию, женщины из «благородных семей» оставались незамужними на протяжении всей своей жизни. Постепенно институт кулинизма стандартизировался благодаря усилиям самаджапати и гхатака, которые были профессиональными сватами и хранителями семейных традиций. Кроме непосредственно сватовства, они вели генеалогические хроники отдельных общин, каст и семей, известные как кулапанджика. Для посредников организация брака среди кулин превратилась в прибыльное дело.
Большое влияние на индуизм в Бенгалии оказало реформаторское движение бхакти, зародившееся в VI веке в Тамилакаме. В XV—XVII веках благодаря бродячим поэтам движение бхакти охватило Северную и Восточную Индию, где пошатнуло влияние ведических традиций и брахманского сословия, выдвинув на первый план личные взаимоотношения верующего и бога. Мокша, которая раньше считалась достижимой только для мужчин из числа брахманов, кшатриев и вайшьев, теперь стала доступна каждому. Движение бхакти предоставило женщинам и неприкасаемых надежду на духовное спасение.

### Высокие касты

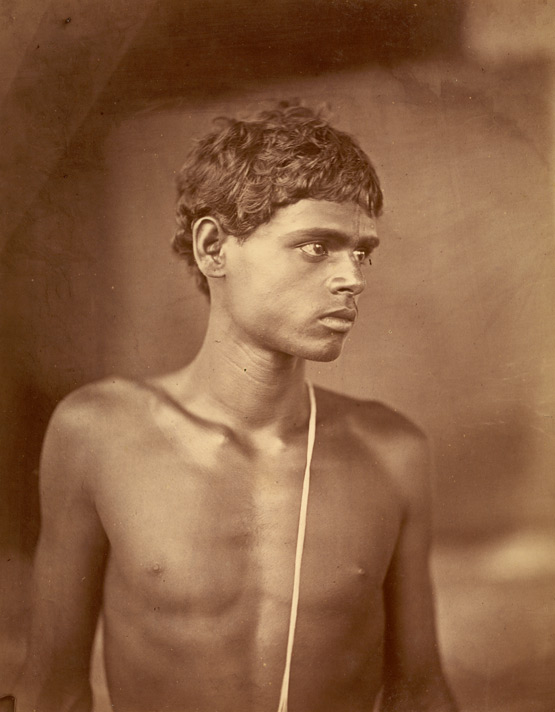
Юноша ачарья

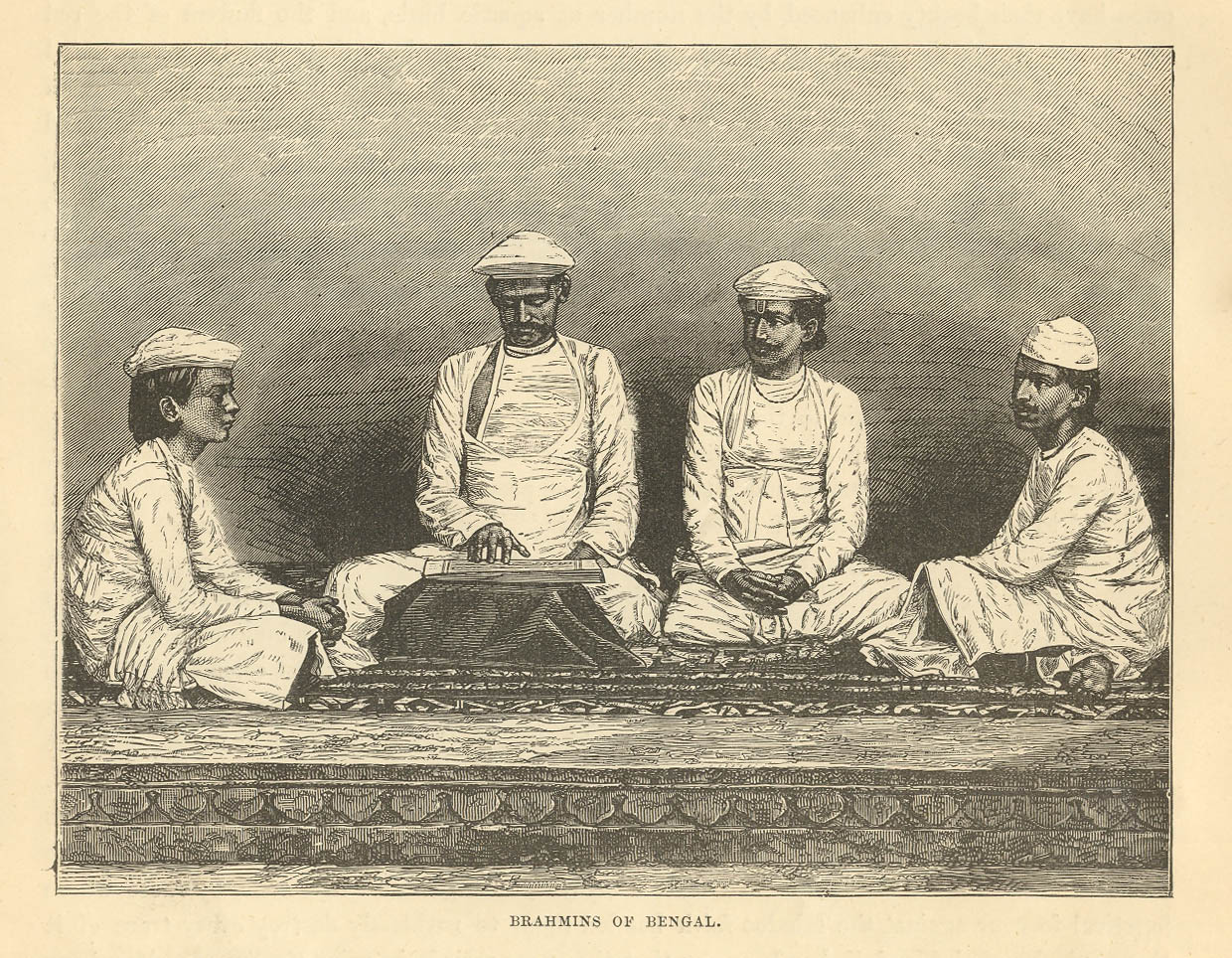
Бенгальские брахманы

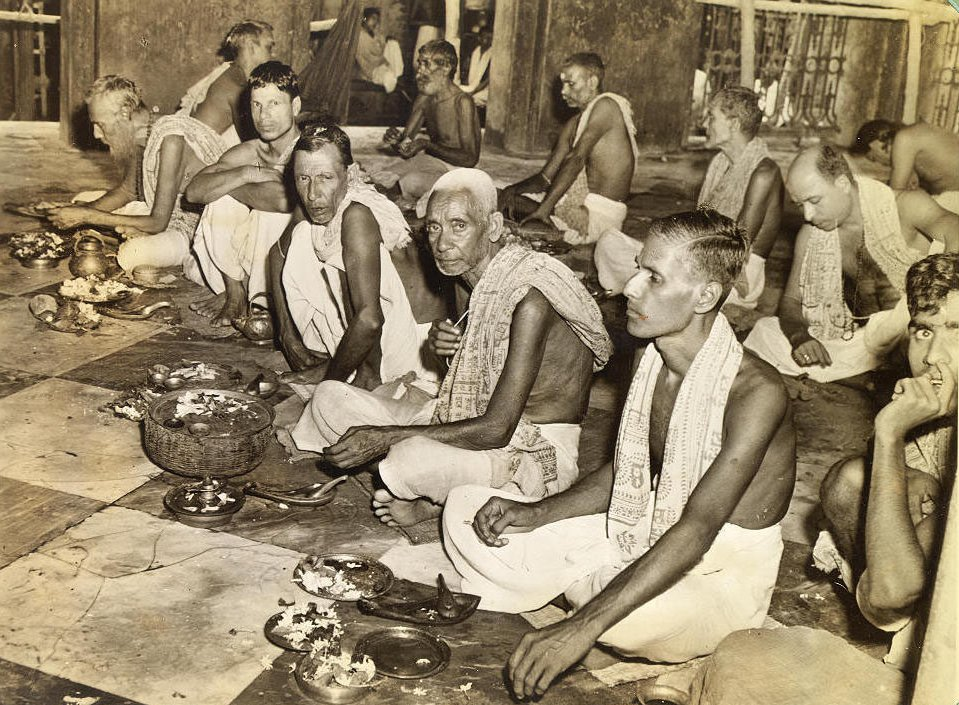
Брахманы в одном из храмов Калькутты

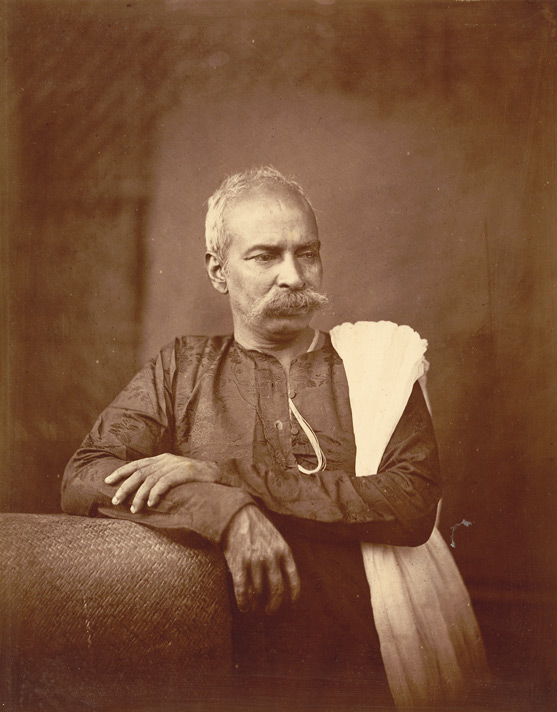
Бенгалец из касты кулин-брахманов

Три высшие бенгальские касты (брахманы, байдья и каястха) составляют около одной пятой населения Западной Бенгалии; они доминируют в таких сферах, как литература, музыка, искусство и наука, оказывают существенное влияние на политику и экономику штата.
Члены высших каст обязательно проходят ритуал упанаяна; они носят священный шнур, имеют доступ к священным писаниям и используют общие престижные фамилии, однако проводить религиозные ритуалы могут только брахманы. В городах между членами трёх высоких каст широко распространены смешанные браки, они традиционно составляют самую большую долю среди выпускников университетов Западной Бенгалии. Бенгальские брахманы и байдья являются приверженцами гаудия-вайшнавизма.
Бенгалия, расположенная к востоку от Арьяварты, долгое время находилась в стороне от полного доминирования брахманической ортодоксии, и влияние буддизма оставалось здесь довольно сильным. Социальные и религиозные особенности бенгальского общества повлияли на то, как там развивалась кастовая система. В эпоху Гуптов произошло крупномасштабное переселение в Бенгалию индоарийских брахманов, кшатриев и вайшьев, занявших ключевые посты в регионе. Однако в эпоху Пала, особенно с VIII по XI века, буддизм сохранял своё влияние в Бенгалии, а кастовая система лишь начала складываться. Как и в Южной Индии, в Бенгалии не было чётко определённой варны кшатриев. Правящие династии, претендовавшие на статус кшатриев, имели различное происхождение, в том числе смешанное (с элементами каястхов).
Во время правления в Бенгалии династии Сена произошёл расцвет брахманизма, окончательно сменившего ведизм, и брахманской культуры. При поддержке царей власть и положение брахманов в обществе значительно выросли, в том числе и по причине раздачи им земель и деревень. В ответ брахманы поддерживали и укрепляли власть Сена, которые не были исконными бенгальцами, а являлись выходцами из Карнатаки и имели смешанное происхождение (относились к суб-варне брахмакшатриев, то есть по происхождению были брахманами, но со временем избрали путь воинов и правителей). Потомки тех брахманов стали известны по названиям деревень, полученных по наследству, а позже названия деревень превратились в фамилии.
Долгое время бенгальские брахманы продвигали тезис о том, что индуистская община делится только на две варны: брахманов и шудр. Последние делились на «чистых» и «нечистых» («неприкасаемых»). Таким образом, даже бенгальские каястхи и байдьи, имевшие в обществе высокий социальный статус, в глазах брахманов обладали низким ритуальным статусом. Поэтому, многие небрахманские касты оспаривали свой варновый (ритуальный) статус, относя себя к «чистым» кшатриям и вайшьям.
В Бенгалии брахманы не составляют единого сословия, в их состав входит несколько эндогамных каст и подкаст: агни-картта, аградани, адра, адхикари, барна, бехари, бхат, бхуйнхар, вайдик, варендра, вьясокта, гаудадия, гаудия, госвами, девалия, джайн, джотсия, джоши, джхайя, дравида, какшинатия-вайдик, камрупи, каньякубджа, капали, кашмири, кхандельвала, кшаттрия, мадраси, мадхиасрени, майтхили, марвари, маулик, махараштрия, мисра, нагар, найпали, нанак-пантхи, панда, панчали, пасчатия, пирали, рархи, сакалдипи, саптасати, сарасват, сарма, сауриндхи, телега (телагания), тривот, уткал, чаухан, шротрия и яджурведи.
- Байдья[англ.] (также известны как вайдья) являются одной из высших индуистских каст Бенгалии, ведут своё происхождение от кшатриев и исторически были известны как аюрведические лекари. Возможно, прародиной байдья является территория современной Карнатаки. В эпоху Гуптов они уже осели в Бенгалии, где в касту врачей нередко попадали и брахманы. Согласно преданиям, брахманы посвятили байдья в высшую варну и разрешили практиковать аюрведу. В эпоху Пала, Чандра[англ.] и Гоур[англ.] байдья владели обширными участками земли, нередко становились казначеями и советниками монархов. В эпоху султаната и Моголов бенгальские байдья окончательно утвердились в среде местной элиты, многие из них породнились с влиятельными семьями касты каястха. В этот период байдья иногда отождествляли с лекарской кастой амбаштха[англ.]. Многие байдья становились учёными, поэтами и гуру (например, Мурари Гупта, Нарахари Саркар[англ.] и Виджая Гупта[англ.]), сближаясь таким образом с брахманской верхушкой вишнуитов. В британский период разгорелись ожесточенные споры о кастовом статусе байдья; повышению их варнового положения противились как некоторые брахманы, так и отдельные кланы байдья-заминдаров. В ответ верхушка бенгальских байдья объявила себя «гауна-брахманами» («вторичными брахманами»), начала брать брахманские фамилии и запретила браки с каястха. В 1831 году для защиты кастовых интересов была основана организация «Байдья самадж». Среди современный байдья традиционно много врачей, аптекарей и преподавателей медицинских институтов, а также учёных, юристов и государственных чиновников[38][39][40][41][42][43][44].

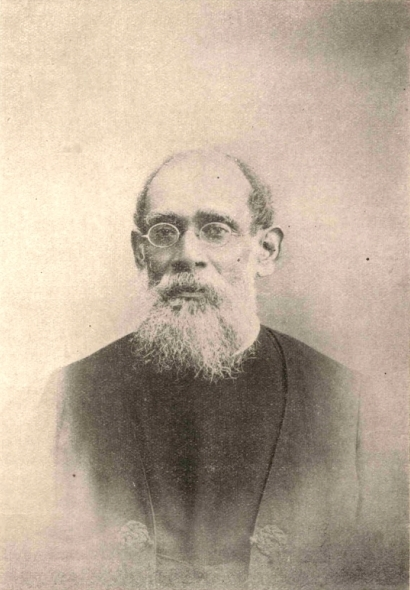
Сурендранатх Банерджи

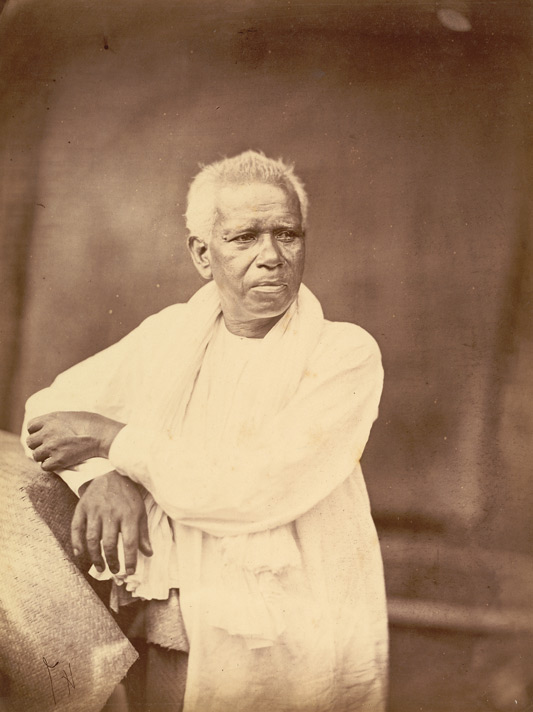
Бенгалец из касты каястха

- Бенгальские брахманы[англ.] являются высшей кастой Бенгалии, члены которой призваны проводить религиозные обряды и сохранять каноны индуизма. Каждый брахман принадлежит к своей готре (клану), кальпа-сутре, шакхе (школе) и праваре[англ.] (линии родства от риши). Уже в эпоху Гуптов правители раздавали брахманам земельные наделы. Как отдельная варна бенгальские ведические брахманы стали выделяться в классический период[англ.], особенно при дворах правителей Камарупы, Гауды[англ.], Палы и Сены. Их число постоянно увеличивалось за счет новых иммигрантов из Северной Индии и Гуджарата. Местные брахманы с помощью кулинизма[англ.] стремились породниться с более образованными брахманами с запада, чтоб поднять свой престиж. Хотя «чистые» брахманы и старались сохранять эндогамию, многие женщины из их среды выходили замуж за мужчин из местных влиятельных династий. Со временем бенгальские брахманы разделились на различные ветви, такие как Радхия, Варендра, Вайдика и Шакадвипи, браки между которыми не поощрялись. Позже брахманы Радхия разделились на три группы: Мукхья-Кулина, Гауна-Кулина и Шротрия, а последние разделились на Сиддха, Саддха и Кастха. В эпоху Бенгальского султаната власть ненадолго захватили брахманы из клана Ганеша[англ.], сместившие с трона династию Ильяс-шахов. После раздела Британской Индии большинство брахманов бежали из Восточной в Западную Бенгалию, спасаясь от преследований мусульманских радикалов[18][45][46][47][48][49].
  - Каньякубджа-брахманы[англ.] являются эндогамной кастой, которая входит в состав группы Панча-Гауда[англ.]. Ведут своё происхождение от брахманов Каннауджа, в древности осевших в Бенгалии. В эпоху Бенгальского президентства служили в рядах сипаев[29][50][51].
  - Кулин-брахманы[англ.] ведут свою родословную с XI века, когда в эпоху упадка династии Пала царь Адисура пригласил в Бенгалию из Каннауджа пятерых брахманов. Они обучили местных брахманов, которых царь считал невежественными, и возродили в регионе ортодоксальный брахманизм. Потомки этих пятерых брахманов и стали кулин-брахманами. Они строго следовали эндогамии и основали пять «благородных» или «высших» кланов (кулина): Мукхерджи[англ.], Чаттерджи[англ.], Банерджи[англ.], Бхаттачарджи[англ.] и Гангули[англ.], из которых вышла целая плеяда бенгальских политиков, дипломатов, учёных, преподавателей, писателей, журналистов, художников, продюсеров, музыкантов, певцов и актёров[29][51][52].
  - Мага-брахманы[англ.] (также известны как сакалдвипия-брахманы и бходжака-брахманы) широко распространены в Восточной и Северной Индии. Ведут своё происхождение от жрецов-зороастристов, пришедших в Индию из Персии. В древности изучали астрономию, астрологию и медицину, служили жрецами в храмах бога Сурьи. В современной Бенгалии экзогамная община мага-брахманов занимается жречеством и аюрведической медициной, многие мага являются землевладельцами[53][54][55].
  - Уткала-брахманы[англ.] являются выходцами из Одиши, осевшими в Бенгалии, и также входят в состав группы Панча-Гауда[англ.][56][57][58].
- Бенгальские каястха[англ.] являются региональной ветвью североиндийской касты каястха. В эпоху Гуптов правители привлекли арийских брахманов и каястхов в Бенгалию для помощи в управлении государственными делами. В эпоху Пала каястхи ещё не кристаллизовались в эндогамную касту и представляли собой скорее профессиональную группу. Нередко писцами становились и брахманы, в результате чего возникали смешанные кланы. Вероятно, кастой каястхи стали в эпоху Сена, когда наряду с писарями из их среды стали выходить царские чиновники, казначеи и землевладельцы. В классический период истории Индии каястхи часто вливались в состав правящих династий Бенгалии, претендуя на статус кшатриев. В мусульманский и британский периоды образованные каястха традиционно были писцами, администраторами и советниками правителей, сохранив и приумножив свои земельные наделы. Тогда же за ними окончательно закрепился статус двиджа, близких к кшатриям[46][59][60][61][62][63][64].
  - Кулин-каястха[англ.] являются наиболее высокой подкастой бенгальских каястхов. Они исповедуют вишнуизм и ведут своё происхождение от каястхов Каннауджа, которые сопровождали брахманов в Гаур и осели в Бенгалии в эпоху Пала. В эпоху заката Бенгальского султаната из общей массы каястхов выделились четыре основные подкасты: дакшина-радхи, уттара-радхи, вангаджа и варендра. Позже дакшина-радхи и вангаджа разделились на кланы кулина («высокий ранг») и маулика («низкий ранг»); уттара-радхи и варендра, в свою очередь, разделились на кланы сиддха, садхья и амуладжа, также имевшие различный социальный ранг. Сегодня среди кулин-каястха выделяются влиятельные кланы Босе[англ.] (Басу или Босу), Гуха[англ.], Гхош[англ.], Дутта[англ.] (Датта) и Митра[англ.], из среды которых вышла плеяда выдающихся бенгальских политиков, учёных, предпринимателей, юристов, деятелей культуры и шоу-бизнеса[62][65][66][67].
  - Маулика-каястха[англ.] (также известны как маулик или моулик) являются подкастой бенгальских каястхов, стоящей в кастовой иерархии ниже кулин-каястхов. Маулика, в свою очередь, делятся на четыре разных по социальному рангу клана. Современные маулика-каястхи нередко занимаются коммерцией и политикой[68].
  - Амбаштха-каястха[англ.] (также известны как амбастха и амишт) являются подкастой бенгальских каястхов, которые традиционно занимались медициной. Ведут своё происхождение от отца-брамина и матери-вайшьи; исторически тесно связаны с бихарской кастой читрагуптаванши-каястха[англ.] (вероятно, пришли в Бенгалию из Ауда)[69][70][71][72].

### Средние касты

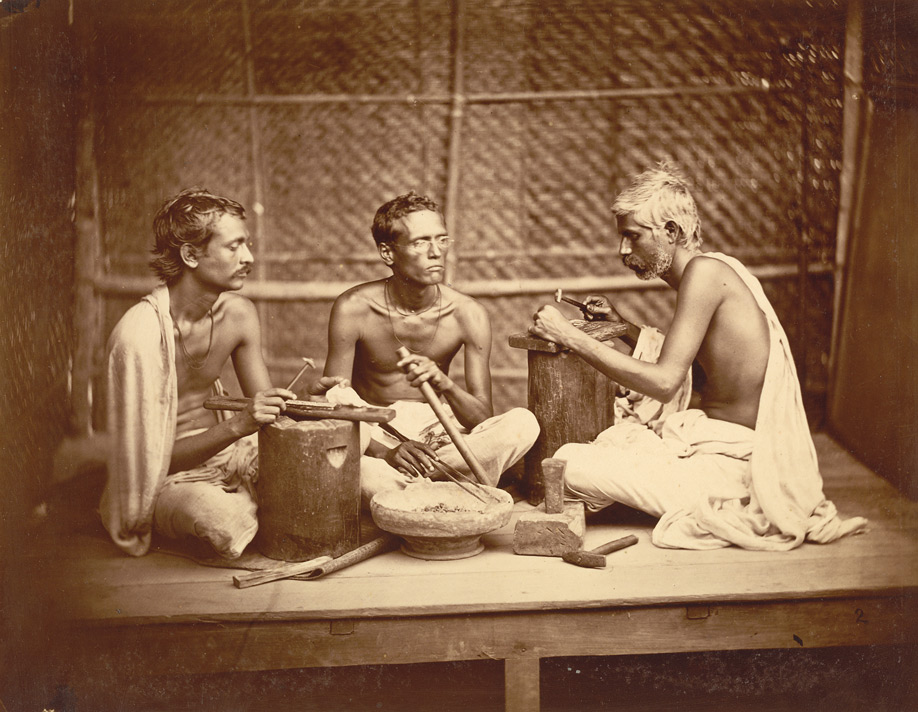
Бенгальские ювелиры

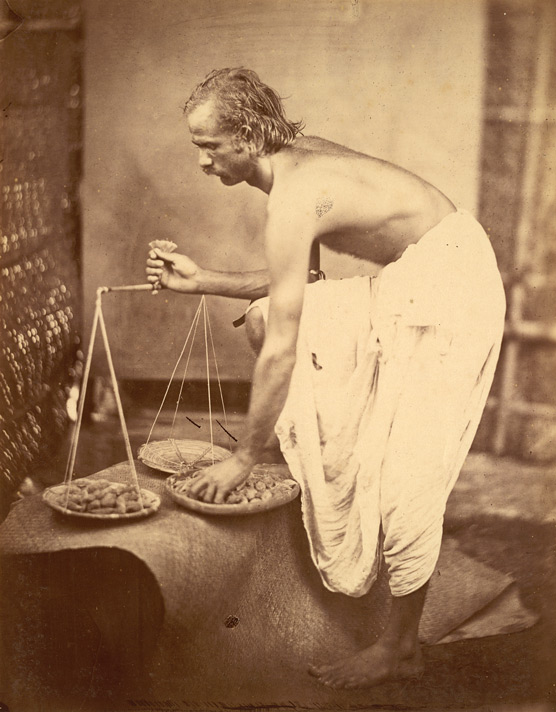
Бенгальский уличный торговец

Костяк средних бенгальских каст составляют джотедары (также известны как хаоладары, ганитдары или мандалы) — зажиточные крестьяне или сельские брахманы, владеющие относительно большими участками земли. Их класс сложился во время правления Британской Ост-Индской компании; на кастово-социальной лестнице они находились между латифундистами-заминдарами с одной стороны и малоземельными или безземельными баргадарами (издольщиками) с другой. После издания в 1885 году закона об аренде земли, который несколько ограничил влияние заминдаров, в ряды джотедаров ради получения финансовых льгот стали записываться даже представители высших каст (так называемые «благородные» или бхадралок). К 1920-м годам в среду джотедаров вошли также зажиточные крестьяне из числа далитов и адиваси (в том числе санталы, бхилы и намашудры). Во второй половине XX века джотедары часто ставали объектами нападений наксалитов.
До эпохи империи Пала торговое сословие занимало достаточно высокое положение в бенгальском обществе. Однако позже, когда основная экономическая деятельность Бенгалии сместилась в сторону сельского хозяйства и кустарных ремёсел, торговые касты утратили свой былой привилегированный статус. В их число входили суварна-баник (торговцы драгоценными металлами), гандха-баник (торговцы парфюмерией, косметикой и специями), тели (торговцы растительным маслом) и шунри (торговцы вином), которые в эпоху Сена и Камарупа достигли низкого статуса в кастовой иерархии.
В мусульманский период, начиная с эпохи Делийского и Бенгальского султанатов, торговые касты значительно улучшили свой социальный статус, но остались в глазах высших каст обладателями низкого церемониального ранга. В британский период многие бенгальские торговые касты стали претендовать на родство с вайшьями, отдаляясь таким образом от «нечистых» шудр.
В современной Западной Бенгалии средние касты имеют официальный статус передовых или «общих» каст. Как правило, они опережают низкие касты в экономическом и образовательном плане, среди них имеется большая прослойка зажиточных крестьян и мелких предпринимателей (торговцы, ростовщики, ювелиры, ткачи, перевозчики). Многие средние касты носят фамилии, присущие высшим кастам (особенно кулин-брахманам и кулин-каястхам), претендуя таким образом на более высокий статус в кастовой иерархии. Однако имеется тенденция, когда средние касты стремятся получить статус другого отсталого класса (OBC), который даёт им право на финансовые дотации, резервирование мест в учебных заведениях и органах власти.
- Агури[англ.] (также известны как угра-кшатрия) относятся к классу средних аграрных каст центральной и южной части Западной Бенгалии. Сами себя агури относят к кшатриям, хотя имеют смешанное варновое происхождение (ранее они платили выкуп за невесту, но потом отказались от этой традиции низких каст). Крестьяне-агури владеют большими участками земли и преимущественно зажиточные. Делятся на два клана — более высокие Джана и более низкие Сутто[80][81][82][83][84][85][86].
- Байшья-саха[англ.] (также известны как вайшья-саха или саха) являются торговой кастой, члены которой владеют бакалейными лавками, магазинами, занимаются ростовщичеством и сельским хозяйством. Ведут своё происхождение от арийских вайшьев, но высокие касты не признают за ними такого статуса. Возможно, саха произошли от низкой касты шунри[англ.], но в XIX веке смогли подняться по социальной лестнице. Уже в британский период саха имели высокий уровень грамотности[87][88][89][90].
- Гандха-баник[англ.] традиционно занимаются торговлей специями, пряностями, парфюмерией и косметикой, а сельские члены касты возделывают свои участки. Входят в состав кастовой группы набасакх. Кланы касты практикуют экзогамию. Покровительницей касты является богиня Гандхешвари[англ.] из шиваитского пантеона[91][92][93][94].
- Говала[англ.] (также известны как гоала и гхош) являются подкастой ахиров[англ.] из скотоводческого сообщества ядавов[англ.]. Традиционно они были пастухами и молочниками, в современной Бенгалии благодаря санскритизации относятся к зажиточному классу. Ведут своё происхождение от легендарного царя Яду и поклоняются Кришне[95][96][97].
- Гопы[англ.] (также известны как гоп, гопал или гопе) являются подкастой ахиров[англ.] из скотоводческого сообщества ядавов[англ.]. Они традиционно пасут скот, продают молоко и поклоняются Кришне. Ведут своё происхождение от династии Гопала[англ.], со времён британского правления многие гопа являются крупными землевладельцами[98][99][100].
- Кхатри[англ.] появились в Бенгалии ещё в домогольский период и позиционировали себя как кшатрии. С XVII века они активно занимались морской торговлей шёлком между Бенгалией и Гуджаратом, а также ростовщичеством и банковским делом в районе Бурдвана; кроме того, кхатри входили в число крупнейших заминдаров Бенгалии (особенно семейство Рай, владевшее обширным Бурдван-Раджем[англ.]). Бенгальские кхатри ведут своё происхождение от переселенцев из Пенджаба[82][101][102].
- Махишья[англ.] (также известны как махисья) являются крупнейшей аграрной кастой Бенгалии, доминируют в южной части штата Западная Бенгалия. Ведут своё происхождение от отца-кшатрия и матери-вайшьи. В классический период истории Индии (VIII—XIII века) были известны как кайбарта (кайварта); являлись землевладельцами, администраторами, юристами и поэтами; в эпоху Пала наравне с брахманами занимали посты министров при дворе правителя. В британский период большинство кайбарта были малограмотными мелкими фермерами, издольщиками или рабочими на плантациях индиго, однако в некоторых округах они являлись крупными и средними землевладельцами в сундарбане и входили в состав местной аристократии; в Калькутте и Хоурахе многие работали торговцами, промышленниками и юристами. В конце XIX века образованная верхушка касты (в том числе правящие семьи Миднапура), известная как чаши-кайбарта, сменила название на махишья, а джалия-кайбарта и жрецы из числа кайбарта остались низкими кастами. В первой половине XX века махишья играли заметную роль в националистическом движении и борьбе с британским колониализмом. В эпоху независимой Индии многие махишья перебрались в города, где стали квалифицированными рабочими и инженерами, а также сформировали влиятельную группу бизнесменов. Имеют своих жрецов из числа гаудадья-брахманов[78][103][104][105][106][107][108][109].
- Садгоп[англ.] является аграрной кастой из скотоводческого сообщества ядавов[англ.]; делится на несколько экзогамных готр и входит в состав кастовой группы набасакх. Традиционно садгопы поклоняются Кришне, занимаются молочным животноводством и земледелием, верхушку касты составляют богатые землевладельцы и торговцы. В первой половине XVI века они отделились от пастушеской касты гопа[англ.], добавив к кастовому имени слово сад («чистый»). В британский период многие садгопы были крупными заминдарами и государственными чиновниками; влиятельные династии из числа садгопов правили в центральной и южной Бенгалии. В начале XX века садгопы заявили о происхождении от царя Яду и через санскритизацию стали претендовать на статус кшатриев[82][110][111][112][113].
- Суварна-баник[англ.] (также известны как бене) традиционно занимаются торговлей золотом и серебром, а также ростовщичеством. В конце классического периода суварна-баник имели средний ранг в кастовой иерархии, но брахманы отводили им низкое социальное положение. Суварна-баник были очень близки к правителям Пала, но оказались в опале у династии Сена. В мусульманский и британский периоды большинство богатых суварна-баник влились в ряды последователей Чайтаньи. В конце XVIII века купцы из касты заняли видное место в торговле Бенгалии; они установили тесные отношения с британскими торговцами и заняли высокое положение в светском городском обществе, особенно Калькутты. Из среды суварна-баник вышла плеяда влиятельных бенгальских коммерсантов и филантропов[114][115][116][117][118].
- Тили[англ.] (также известны как тилли) являются экзогамной земледельческой кастой и входят в состав кастовой группы набасакх; в культурном плане близки к ядавам, садгопам и курми. Делятся на две подкасты — кашьяп (дадаш) и сандил (экадаш). Имеют кастовую организацию «Тили самадж», которая помогает неимущим членам общины[94][119].
- Чунару[англ.] исторически изготавливали гашеную известь из раковин улиток. После появления негашеной извести из известняка и широкого распространения цемента численность чунару стала постепенно сокращаться (из-за падения доходов чунару были вынуждены сменить род деятельности и влиться в состав других каст)[120].

### Низкие касты

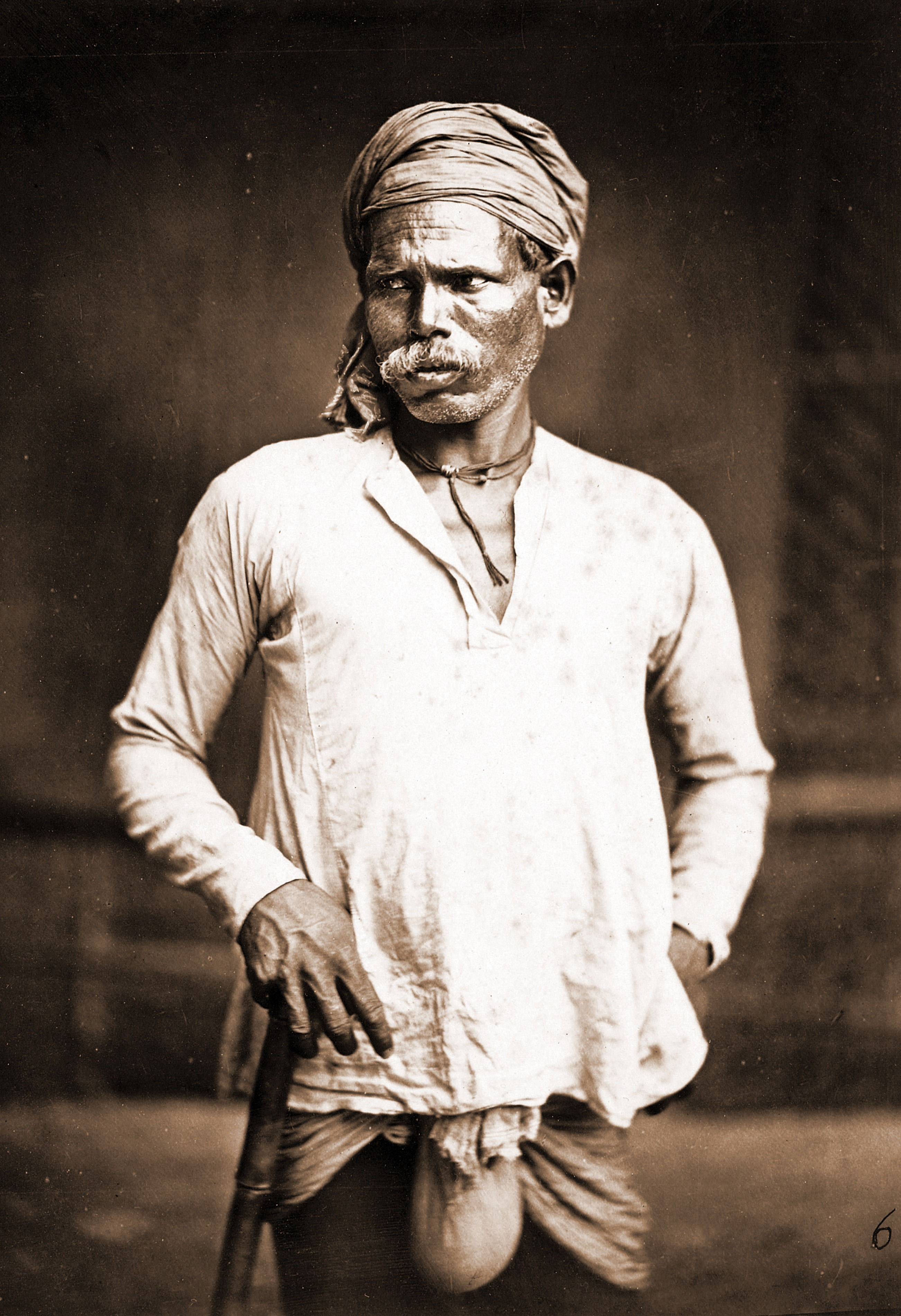
Бенгалец из касты дом

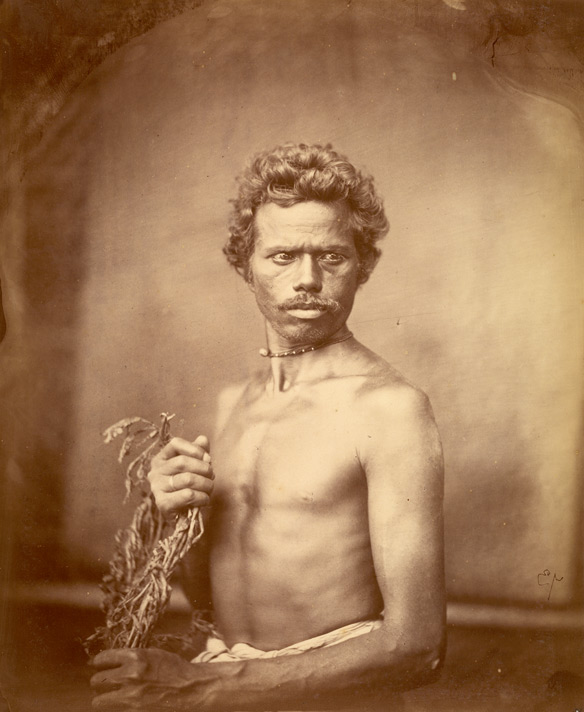
Бенгалец из касты кайбарта

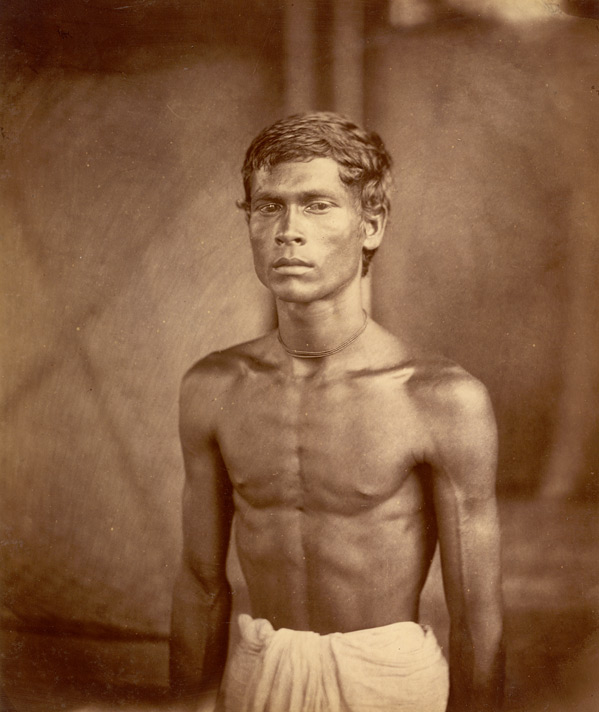
Бенгалец из варны намашудра

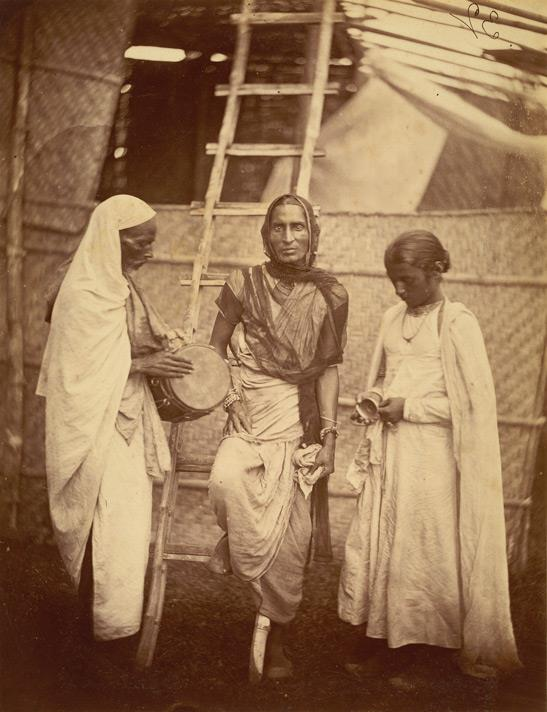
Бенгальская хиджра со спутниками

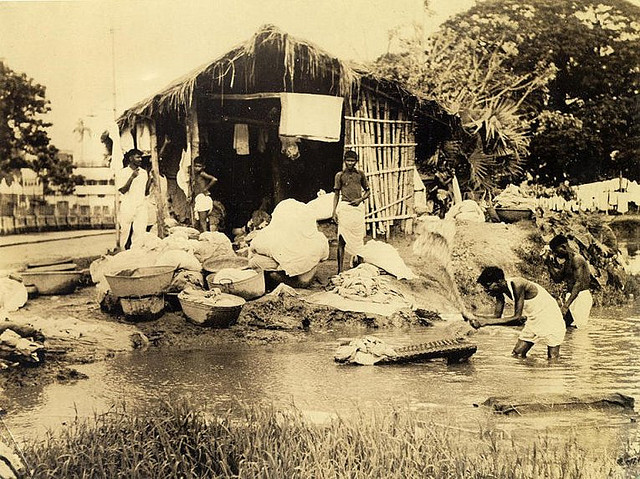
Дхоби в Калькутте

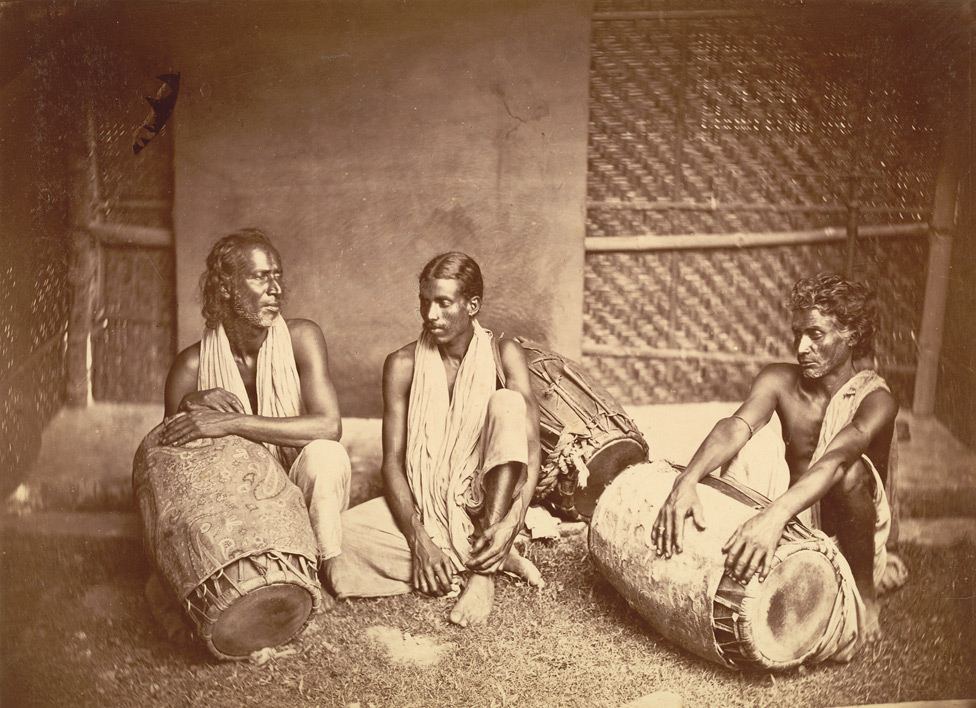
Бенгальские барабанщики

Среди бенгальских далитов значительна доля адиваси, которые веками переселялись в города в поисках работы. В бенгальских деревнях далиты и адиваси живут в отдельных посёлках или кварталах, преимущественно на окраине населённого пункта. В городах сегрегация не так ярко выражена, однако далиты в силу более низкого достатка проживают в наиболее бедных районах. Например, в Колкате около трети всех далитов проживают в восьми районах в восточной части города (всего в городе 141 район).
В 1950—1990-х годах фермеры, чернорабочие, подсобные рабочие и ремесленники из числа далитов и адиваси находились под сильным влиянием бхадралок и левых партий (коммунисты, марксисты, наксалиты). Начиная со второй половины 1990-х годов политические симпатии далитов переместились в сторону местной партии AITC, а ещё позже — в сторону правых партий RSS и BJP.
Для членов низких каст существуют квоты в избирательных списках, государственных учреждениях и колледжах Западной Бенгалии. Наиболее уязвимой категорией далитов являются беженцы, спасавшиеся в Западной Бенгалии от войны и геноцида в Бангладеш (многие из них так и не получили индийского гражданства или были ограничены в правах). Огромным влиянием среди бенгальских далитов Индии и Бангладеш пользуется религиозное движение Матуа Махасангха, зародившееся в 1860-х годах.
Несмотря на реформы и изменения, произошедшие во второй половине XX века, многие бенгальские далиты и адиваси продолжают подвергаться дискриминации: их не пускают в некоторые индуистские храмы и на некоторые религиозные праздники; немногие далиты владеют землёй, у них ограниченный доступ к чистой воде, канализации, здравоохранению и образованию.
Если среди высоких каст преобладает вишнуизм, то среди низких — различные течения шиваизма и шактизма (особо почитаются богиня змей Манаса, богиня материнства и разрушения Дурга, богиня высшей власти и времени Кали). Однако многие низкие касты, стремящиеся повысить свой статус и подражающие брахманам, начинают исповедовать вишнуизм и кришнаизм. У низких каст, происходящих от адиваси, имеются значительные пережитки анимизма и тотемизма. В современной Индии к низким относятся касты, имеющие официальный статус зарегистрированной касты (SC), зарегистрированного племени (ST) или другого отсталого класса (OBC). Этими статусами как правило обозначаются неприкасаемые и адиваси.
- Багди[англ.] являются этнокастовой группой с дравидийскими элементами, члены которой проживают в Западной Бенгалии и Бангладеш. Издревле багди занимались земледелием и рыболовством, многие работали лесорубами и носильщиками. В период британского правления багди причислялись к преступным кастам. Согласно переписи населения 2001 года в Западной Бенгалии насчитывалось более 2,74 млн багди, они составляли 14,9 % от всех зарегистрированных каст штата[126][127][128][129][130][131][132].
- Байшья-капали[англ.] (также известны как вайшья-капали или просто капали) являются ремесленной и сельскохозяйственной кастой, члены которой выращивают джут, изготавливают джутовую ткань и мешки, занимаются молочным животноводством; имеется значительная прослойка зажиточных крестьян (среди капали почти нет разнорабочих или слуг). Ведут своё происхождение от воплощения Рудры, известного как Капали. Упоминаются с эпохи царства Пала. Имеют в своём составе готры (кланы): Кашьяпа, Аламбаяна и Мудгалия. Практикуют выкуп невесты и кулинизм. Раньше исповедовали шиваизм, сейчас преимущественно вишнуизм и шактизм; имеют собственных брахманов, известных как госвами[133][134][135][136][137][138].
- Баруджиби[англ.] (также известны как бароджиби, баруй, барай или барой) являются аграрной кастой, члены которой выращивают бетель. Входят в состав кастовой группы набасакх, имеют подкасты натхан и рархи. Покровителями касты считают Лакшми и Чанди[94][139][140].
- Баури[англ.] являются этнокастовой группой с дравидийскими элементами, которая исповедует шактизм и анимизм. Сами себя причисляют к жрецам, изгнанным брахманами их храмов. Преимущественно баури занимаются сельским хозяйством (в том числе издольщиной), работают рикшами и носильщиками, реже — сельскими лекарями. Согласно переписи 2001 года, в Западной Бенгалии насчитывалось 1,09 млн баури (37,5 % из них были грамотными), в Бангладеш — около 15 тыс. человек. Баури имеют в своём составе несколько подкаст: маллабхумия, патхурия, панчакоти, малуа, сикхария (или гобария), мола (или муло), дхалия (или дхуло), джхатия (или джхетия); некоторые из них имеют территориальное происхождение[141][142][143].
- Джалия-кайбарта[англ.] являются низкой кастой рыбаков. Ведут своё происхождение от отца-кшатрия и матери-вайшьи. В британский период часть членов касты разбогатели и благодаря санскритизации вошли в состав варны вайшьев. Кайбарты делятся на две ветви — джалия (имеют более низкий статус) и халия (имеют более высокий статус), имеют своих жрецов[144][145][146].
- Дом[англ.] является низкой («неприкасаемой») кастой, члены которой исторически были барабанщиками и певцами на религиозных праздниках, носильщиками паланкинов, а также занимались кремацией мёртвых тел и захоронением туш коров, изготовлением музыкальных инструментов и предметов быта из бамбука. Дом традиционно жили в отдельных деревнях, имели свои колодцы и места кремации, употребляли в пищу говядину; среди них нередко встречались кочевые группы. В британский период касту дом относили к категории преступных. Согласно переписи 2001 года, в Западной Бенгалии насчитывалось 316,3 тыс. дом, они составляли 1,7 % от общей численности членов зарегистрированных каст штата[147][148][149][150][151].
- Канса-баник[англ.] (также известны как кансари) традиционно являются медниками и чеканщиками, которые изготавливают и продают металлическую посуду, мангалы и колокола. Входят в состав кастовой группы набасакх, поклоняются Лакшми и Вишвакарману[94][116][152][153].
- Кармакар[англ.] традиционно являются кузнецами и литейщиками; в Могольский и британский периоды также изготавливали оружие и полиграфическое оборудование. Входят в состав кастовой группы набасакх, занимают промежуточное положение между низкими и средними кастами[94].
- Кхатики[англ.] широко распространены в Северной Индии и Бангладеш, они традиционно работают мясниками и продавцами мяса, а также рабочими на бойнях. Кхатики ведут своё происхождение от легендарного царя Кхатванги и индуистского святого Дурбалнатха[154][155].
- Лалбеги[англ.] являются подкастой сообщества чухра[англ.], также известного как бхангхи. Делятся на индуистскую (балмики) и мусульманскую (хаснати) ветви. Индуисты ведут своё происхождение от Вальмики. Их традиционным занятием является уборка улиц и домов. В современной Бенгалии лалбеги работают муниципальными дворниками и уборщиками в больницах и школах[156].
- Мал[англ.] традиционно занимались мелкой торговлей, кустарными ремёслами (браслеты и другие украшения) и сельским хозяйством. Они имеют в своём составе несколько кланов: раджа-мал ведут своё происхождение от правителей, которые владели землями в западной части Бенгалии; чатрадхари-мал ведут своё происхождение от министров при дворе раджа-мал; сапере-мал традиционно работали заклинателями змей; пахария-мал живут на стыке штатов Джаркханд и Западная Бенгалия и говорят на своём локальном диалекте. Согласно переписи 2011 года в Западной Бенгалии насчитывалось 306,2 тыс. малов[157][158].
- Мал-пахария (также известны как пахария-мал) являются этнокастовой группой с дравидийскими элементами. Они проживают на холмах Раджмахал, на стыке штатов Джаркханд, Бихар и Западная Бенгалия (согласно переписи 2011 года 135,8 тыс. мал-пахария проживали в Джаркханде, а 44,5 тыс. — в Западной Бенгалии); говорят на языках малто и мал-пахария[англ.], некоторые перешли на бенгальский и хинди. В британский период многие мал-пахария служили в колониальных войсках; также они враждовали с санталами, заселившими равнины вокруг их холмов. Современные мал-пахария проживают в бедных деревнях, занимаются земледелием и собирательством, производят самогон и жевательный табак с бетелем. Большинство исповедуют индуизм, но есть и христиане[159][160][161].
- Махары[англ.] являются потомками выходцев из Махараштры, которые в начале XX века прибыли в Бенгалию для работы на железной дороге, в ремонтных мастерских и доках. Часть махаров исповедует буддизм, часть — индуизм. Согласно переписи 2011 года, в Западной Бенгалии проживало 34,8 тыс. махаров[162][163].
- Мучи[англ.] (также известны как мочи) являются кастой производителей кожаной обуви, которые входят в сообщество чамаров. Также мучи обрабатывают кожи, чинят старую обувь и кожаные изделия, занимаются чисткой обуви, а в деревнях — сельским хозяйством. Согласно переписи 2001 года, в Западной Бенгалии насчитывалось 995,75 тыс. мучи (чамаров), они составляли 5,4 % от общей численности членов зарегистрированных каст штата; уровень грамотности среди них составлял 47 %[132].
- Наи[англ.] (также известны как най и сен) являются кастой парикмахеров и брадобреев, некоторые работают акушерками и сватами. Кроме того, наи наносят перед свадьбой женщинам менди и заключают браки для представителей низших каст, которые не могут нанять брахмана. Ведут своё происхождение от Солнечной династии.
- Намашудра[англ.] (также известны как намассей или бенгальские чандалы) являются сообществом эндогамных каст и подкаст с разным социальным статусом. Издревле чандалы считались в кастовой иерархии Бенгалии изгоями и «неприкасаемыми», хотя сами они утверждали о родстве с брахманами Северной Индии. Традиционно намашудра были рыбаками и лодочниками в заболоченной дельте Ганга, а также занимались сельским хозяйством. В британский период они мало участвовали в движении свадеши, но активно выступили против угнетения со стороны высших каст. В знак протеста против притеснений со стороны брахманов многие чандалы переходили в ислам и христианство, а также вливались в ряды последователей движений матуа[англ.], сахаджия и бхакти. В конце XIX — начале XX века члены касты начали называть себя намашудра и стали дистанцироваться от оскорбительного этнонима «чандалы». Благодаря санскритизации и борьбе за свои права намашудра значительно повысили свой социальный статус в обществе. До раздела Бенгалии в 1947 году они были наиболее многочисленны в восточной и центральной Бенгалии, однако в 1950—1970-х годах из-за преследований со стороны мусульман были вынуждены бежать в западную Бенгалию и другие регионы Индии. На новом месте намашудра нередко умирали от голода или занимали чужие земли, из-за чего вступали в стычки с полицией и местными жителями[164][165][166][167][168][169].
- Пано[англ.] (также известны как пан) являются выходцами из Одиши или их потомками. Традиционно работают земледельцами, подсобными рабочими и ткачами, плетут корзины[170][171].
- Патни[англ.] (также известны как надиял) близки к касте дом[англ.] и сконцентрированы в долине Барак[англ.], населённой бенгальцами. Во второй половине XX века многие патни бежали из Бангладеш в Ассам и Западную Бенгалию. В основном они работают лодочниками, изготавливают корзины, занимаются мелкой торговлей и сельским хозяйством. В составе патни имеется несколько подкаст: джат-патни (земледельцы и мелкие торговцы), гхат-патни или гхатвал (лодочники и паромщики), дом-патни или нагарчи (рыбаки, животноводы и музыканты), санспхор и дагара (плетут из тростника корзины и каркасы хижин). Практикуют многожёнство[172][173][174].
- Поундра[англ.] (также известны как пурно, под и падмараджа) традиционно являются крестьянами, хотя среди них существуют и зажиточные торговцы и землевладельцы; сконцентрированы в южной Бенгалии, особенно в округе Южные 24 парганы. Поундра делятся на несколько подкаст: часи, мечо, танти и дхамна, которые, в свою очередь, делятся на ряд готр. В британский период поундра относились к чандалам, однако с конца XIX века, чтоб повысить свой кастовый статус, они начали кампанию по причислению себя к кшатриям. В рамках этой санскритизации они начали исполнять ритуалы высоких каст и в начале XX века переименовали свою общину из «под» в «поундра». Согласно переписи 2011 года, численность поундра в Западной Бенгалии составляла около 2,5 млн человек[175][176][177][178].
- Раджбанши[англ.] (также известны как раджбонгши и коч-раджбонгши) являются этнокастовой группой, проживающей в северной Бенгалии и нижнем Ассаме. Ведут своё происхождение от правителей династии Коч[англ.] и сами себя причисляют к кшатриям. В британский период раджбанши наряду с намашудра доминировали в политической жизни далитов Бенгалии. В конце XIX века благодаря санскритизации приняли кастовое имя «раджбанши» чтобы дистанцироваться от низкой касты адиваси Коч[англ.] и племени Коч[англ.]. Согласно переписи 2011 года более 7 млн раджбанши проживали в Ассаме и около 4 млн — в Западной Бенгалии. Говорят преимущественно на языке раджбанши[англ.] и бенгальском; местами сильно смешаны с бенгальскими и бихарскими мусульманами, а также с намашудра. В сёлах раджбанши занимаются земледелием, среди них много сельскохозяйственных рабочих (халуа) и издольщиков (адхиар); верхушку касты составляют джотедары[166][179][180][181][182].
- Сапера[англ.] (также известны как барва-сампхерия) являются полукочевой кастой заклинателей змей, которые проживают на окраинах городов и проводят уличные представления.
- Сундхи[англ.] (также известны как содхи, судхи и сунди) традиционно занимаются производством и продажей алкогольных напитков (преимущественно самогона); близки к шунри[англ.][183][184].
- Тури[англ.] являются этнокастовой группой, члены которой разговаривают на языке тури[англ.] и традиционно изготавливают предметы быта из бамбука (в том числе корзины, клетки для рыбной ловли, веялки, сита, зонты и веера); в деревнях многие занимаются земледелием. Делятся на подкасты и тотемные экзогамные кланы[185][186].
- Хари[англ.] являются этнокастовой группой с дравидийскими элементами. Их традиционным занятием является уборка улиц и домов, некоторые работают уличными артистами. Согласно переписи 2001 года, в Западной Бенгалии насчитывалось 390,6 тыс. хари, они составляли 2,1 % от общей численности членов зарегистрированных каст штата[132][187][188].
- Хиджра представляют собой касту евнухов, интерсексуалов и трансгендеров (в Индии и Бангладеш они признаны как третий пол). В британский период их приписали к преступным кастам и всячески преследовали. Сегодня хиджра живут небольшими организованными общинами в крайней нищете; многие занимаются проституцией, попрошайничеством и уличными представлениями. Каста продолжает сталкиваться с социальной маргинализацией и жестоким обращением со стороны полиции и работников тюрем; нередко случаются расправы над хиджра в общественным местах, их дискриминируют в больницах и школах[189][190][191][192].
- Чамары являются одним из крупнейших сообществ «неприкасаемых» каст и подкаст Бенгалии. Исторически они были кожевенниками и селились в обособленных кварталах на окраинах деревень, но сейчас работают преимущественно фермерами, сельскохозяйственными чернорабочими, подсобными рабочими на стройках, грузчиками и уборщиками. Согласно переписи 2001 года, в Западной Бенгалии насчитывалось почти 1 млн чамаров. Подкаста джатавов[англ.] (также известны как джатуа и джатве) в начале XX века благодаря санскритизации попыталась улучшить своё положение в кастовой иерархии и причислить себя к кшатриям[193].
- Чаупалы[англ.] (также известны как чоупалы) традиционно занимаются земледелием и ткачеством; преимущественно являются выходцами из штатов Бихар и Джаркханд[194][195].
- Шунри[англ.] традиционно занимаются производством и продажей алкоголя, зажиточные члены касты владеют в городах и сёлах Бенгалии сетями винных лавок и магазинов. Шунри поклоняются Лакшми, Вишну и богу войны Карттикею; многие держат домашних голубей, которые, согласно поверьям, приносят удачу. Согласно переписи 2001 года, в Западной Бенгалии насчитывалось 317,5 тыс. шунри, они составляли 1,7 % от общей численности членов зарегистрированных каст штата[196][197].

Бенгальские заклинатели змей
Особняком в социальной иерархии низких каст стоят йоги-натхи — шиваитские аскеты, которые поклоняются Адинатху и Даттатрею. В мусульманский период многие натхи становились воинами и защищали индуистские святыни от разрушения; по этой причине в эпоху Моголов они превратились в преследуемых изгоев, однако им активно помогали простые крестьяне-индуисты. В британский период йоги-натхи были классифицированы как бенгальская индуистская каста, многие из них жили в отдалённых районах восточной Бенгалии и занимались ткачеством. После раздела Бенгалии большинство йогов бежали в Индию и осели вокруг шиваитских храмов.

### Касты адиваси
Положение, близкое к низким кастам, также занимают адиваси (они же зарегистрированные племена). Нередки случаи, когда в одном штате одну и ту же этническую или этнокастовую группу относят к категории «зарегистрированных племён», а в соседнем штате — к категории «зарегистрированных каст». Особенно заметно низкое социальное положение наблюдается у адиваси, проживающих среди бенгальского индуистского большинства (в местах, где адиваси составляют большинство или проживают обособленно от бенгальцев, кастовая иерархия проявляется не столь ярко). Крупнейшими общинами адиваси Западной Бенгалии являются санталы (более 2,51 млн), ораоны (около 650 тыс.), бхумиджи (около 380 тыс.), мунда (366 тыс.), раи (300 тыс.), кора (около 160 тыс.), таманги (146,2 тыс.), лодха (109 тыс.), сабары (109 тыс.), кисан (98,4 тыс.), меч (41,2 тыс.), хо (23,5 тыс.), чик-бараик (21,4 тыс.), кхарвары (20,3 тыс.), мру (20 тыс.), гонды (13,5 тыс.) и байга (13,4 тыс.); крупнейшими общинами адиваси Бангладеш являются санталы (129 тыс.), ораоны (86 тыс.), мунда (60 тыс.), мру (52,4 тыс.), бхумиджи (3 тыс.) и сабары (2 тыс.). Многие адиваси перебираются в Бенгалию из соседних штатов Одиша, Джаркханд, Бихар, Сикким, Ассам, Мегхалая, Трипура и Мизорам в поисках работы.

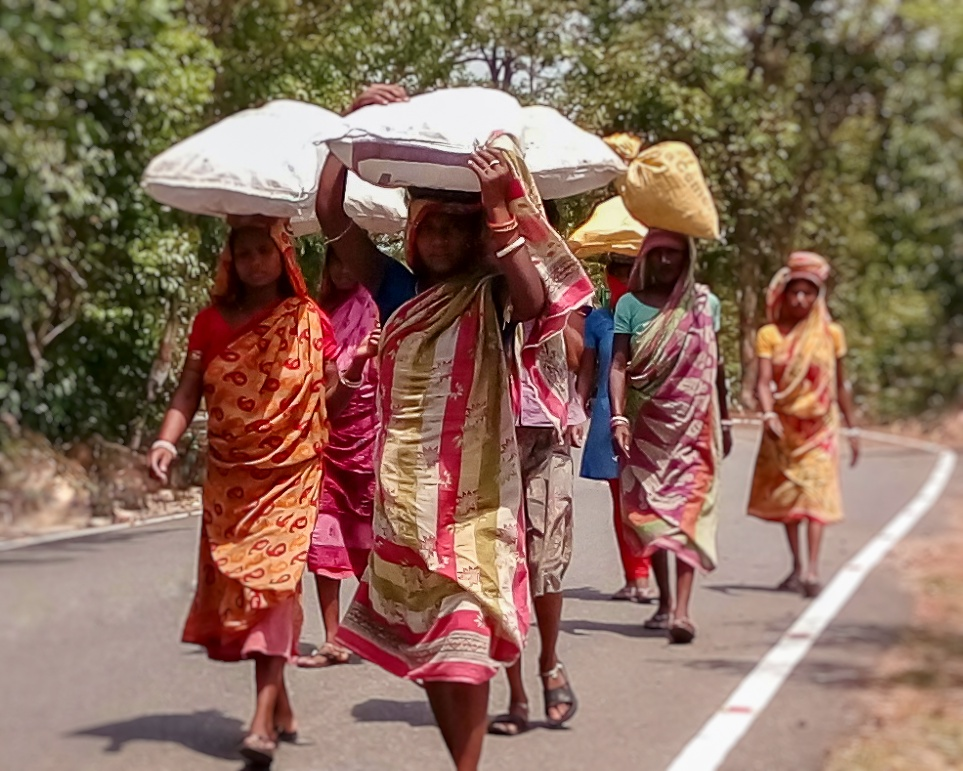
Женщины из касты багал

Ярким примером постепенного перехода народности в этнокастовую группу является маргинализированная скотоводческая каста багал, проживающая в долине реки Субарнарекха на стыке штатов Западная Бенгалия, Джаркханд и Одиша. Багалы говорят на диалекте бенгальского языка, исповедуют смесь кришнаизма и анимизма. В древности они были аборигенным пастушеским племенем, которое с течением времени влилось в кастовое общество Бенгалии. В результате санскритизации багалы прошли различные процессы социокультурного очищения и поднялись до уровня других скотоводов ядавов, однако, из-за внекастовых браков и забоя скота ради получения мяса, считаются низкой кастой в бенгальской социальной иерархии.
У багалов имеется четыре эндогамные подкасты: ахир, кханадит (кхандаит), кришна и могодха (магадха), которые делятся на множество тотемных готр. Многие тотемы багалов имеют доарийское происхождение (термит, черепаха, змея, парусник, майна, олень или мадука), другие кланы ведут своё родство от Кашьяпы и других риши. Во главе общины багалов стоят мукхия (председатель совета), его заместиткли и правоохранители, которые могут наказать нарушителя (в том числе отлучить от храма, наложить штраф или применить физическое наказание). Современные багалы утверждают о родстве со средними кастами говала и садгоп, но те отвергают такую связь.
Другим примером является каста бедия, которую также причисляют и к зарегистрированным племенам. Согласно одной из версий, часть народности кудми стала изгоями и превратилась в касту бедия (также известна как бедия-кудми, чото-кудми и сан-кудми). Сами бедия ведут своё происхождение или от раджпутов, утративших статус в эпоху Моголов, или от индуского принца и девушки из народа мунда. В британский период бедия кочевали по Северной Индии и совершали мелкие кражи, а власти относили их к категории преступных каст. Бенгальские бедия делятся на три эндогамные группы (натхотия, джогиара, гангапария) и несколько экзогамных кланов, имеющих животные тотемы (сова, попугай, черепаха, белка); говорят на курмали и бенгальском. Часть бедия продолжает кочевать, другие занимаются оседлым земледелием или работают издольщиками. В деревнях бедия имеют кастовые панчаяты с наследственными вождями, которые решают внутренние конфликты.
Похожее положение занимает каста десвали-маджхи (также известна как десвали-сантал), которая является индуистской ветвью санталов. Десвали-маджхи проживают на стыке штатов Западная Бенгалия и Джаркханд; отчасти они смешиваются с бенгальцами и кудми; имеют в своём составе несколько экзогамных кланов. Десвали сформировались после подавления восстания санталов (1855—1856), когда те подвергались жестокому преследованию со стороны британцев.

## Бенгальские мусульмане
Бенгальские мусульмане составляют около 67 % от всех бенгальцев. Они преобладают в Бангладеш (более 150 млн), значительные общины проживают в Индии (более 35 млн), Пакистане (2 млн) и странах Персидского залива. Основу бенгальских мусульман составляет крупнейшая этнографическая группа бенгальцев — бангалы («восточные бенгальцы» или современные бангладешцы), которые говорят на диалекте бангали. В состав бангалов входят четыре этнолингвистические и этнокультурные подгруппы: дхакайа, говорящие на диалекте дхакайа кутти; читтагонгцы, говорящие на читтагонгском диалекте; ноакхали, говорящие на диалекте ноакхайлла; силхеты, говорящие на силхетском диалекте.

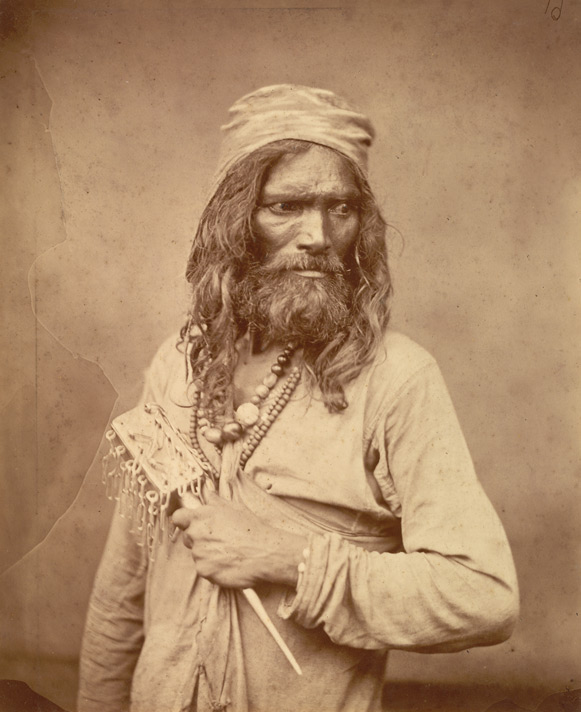
Бенгальский мусульманский аскет из касты факиров

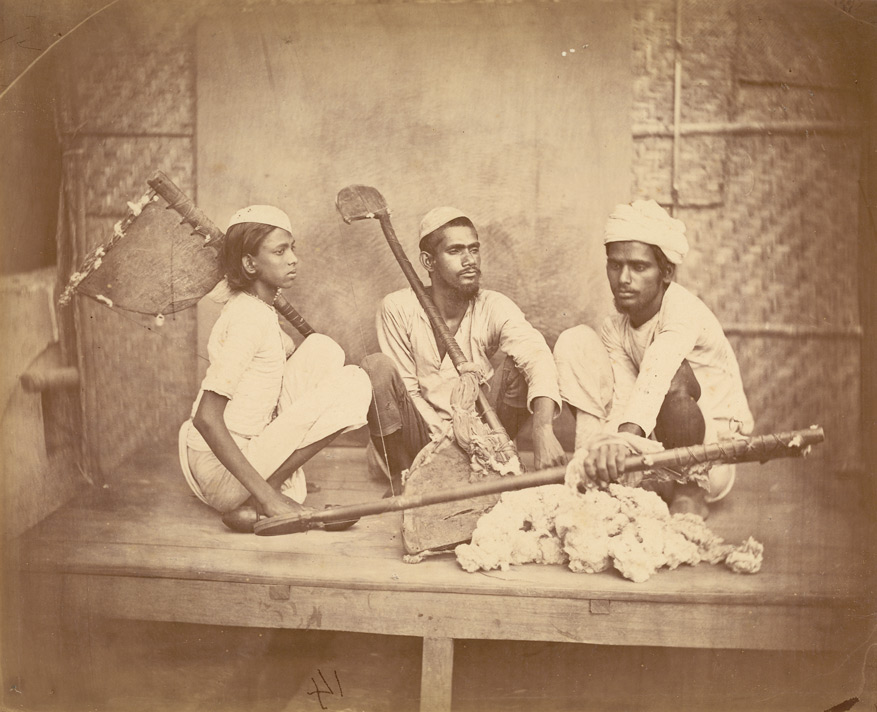
Бенгальские мусульманские чесальщики хлопка

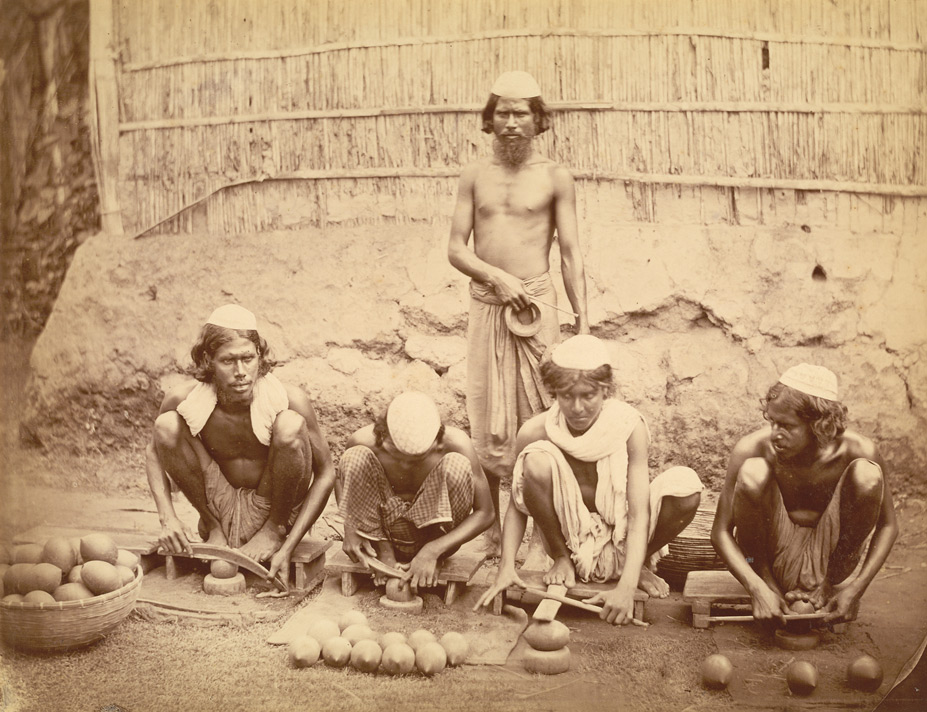
Бенгальские мусульманские изготовители кальянов

После завоевания Бенгалии войсками Хильджи в начале XIII века на этих землях стал распространяться ислам. Новые правители провозглашали равенство всех мусульман, независимо от их происхождения, что привлекало в ряды новой религии широкие народные массы. В эпоху Великих Моголов произошло сближение ислама и индуизма, в результате чего в мусульманской общине произошло расслоение на группы, близкие по сути к индуистским варнам и кастам. Однако среди мусульман сложилась более мягкая кастовая система, которая предусматривала возможность перехода из одной социальной группы в другую.
Бенгальские мусульмане делятся на три основных сословия, близкие по значению к индуистским варнам — наиболее влиятельные «ашрафы» или «шарифы» (потомки арабских, тюркских и афганских завоевателей, многие из которых вели своё происхождение от семьи пророка Мухаммеда или считали себя таковыми), менее влиятельные «атрафы» и находящиеся внизу социальной иерархии «аджлафы» или «арзалы» (потомки индусов, принявших ислам). Среди ашрафов выделяются общины сеидов (сейидов) и шейхов, которые доминируют среди мусульманского духовенства и в органах местного самоуправления.
Аджлафы не являются однородной группой: в неё входят и землевладельцы, и крестьяне, и портные, и бывшие неприкасаемые. Исторически членам низких мусульманских каст запрещалось входить в мечеть и хоронить своих родственников на общих мусульманских кладбищах, но во второй половине XX века эти традиции постепенно начали отходить в прошлое.
В многокастовых деревнях Западной Бенгалии мусульманские касты, как правило, живут в отдельных кварталах; они имеют свои неформальные кастовые панчаяты, которые решают споры внутри общины и конфликты с другими кастами, а также накладывают наказания за нарушение кастовых правил, занимаются вопросами социального обеспечения и ремонта инфраструктуры.

### Основные касты

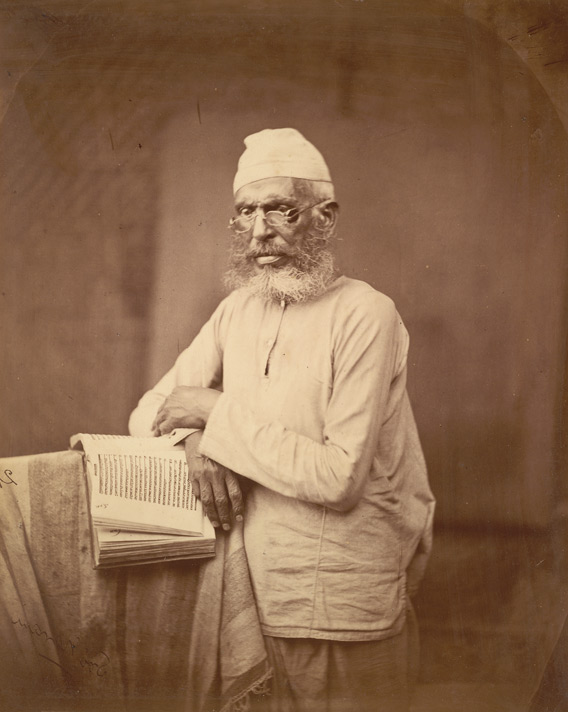
Бенгальский мусульманский учёный

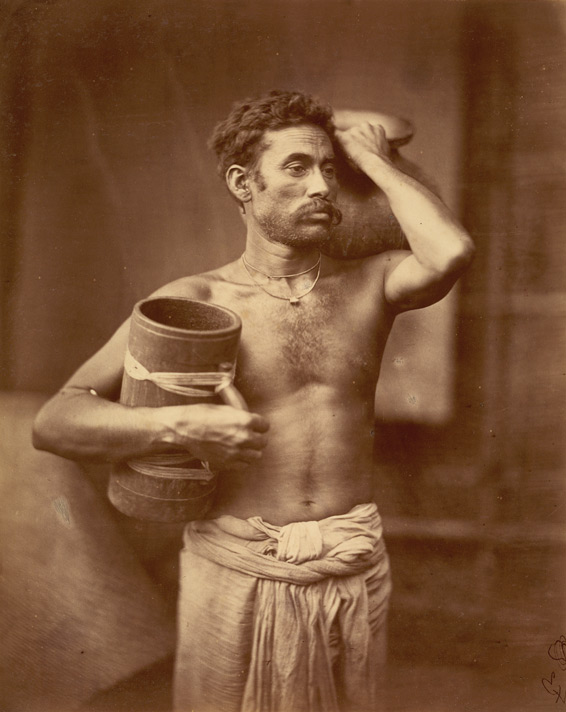
Бенгальский мусульманский пастух

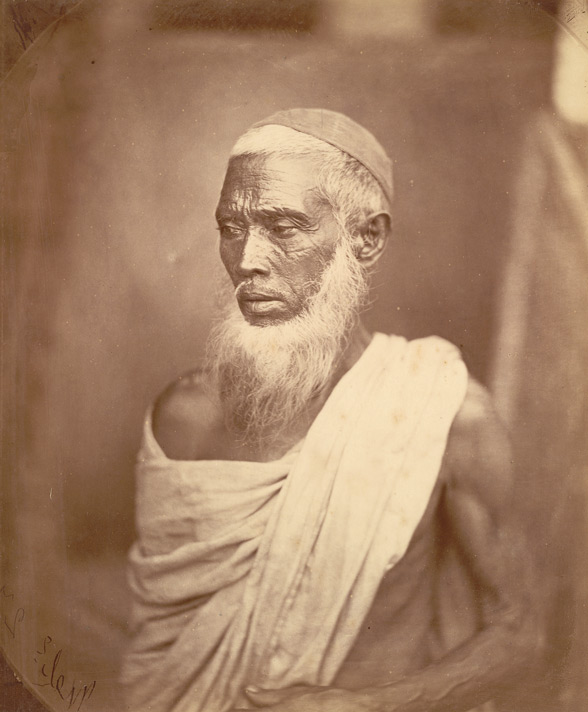
Бенгальский мусульманин

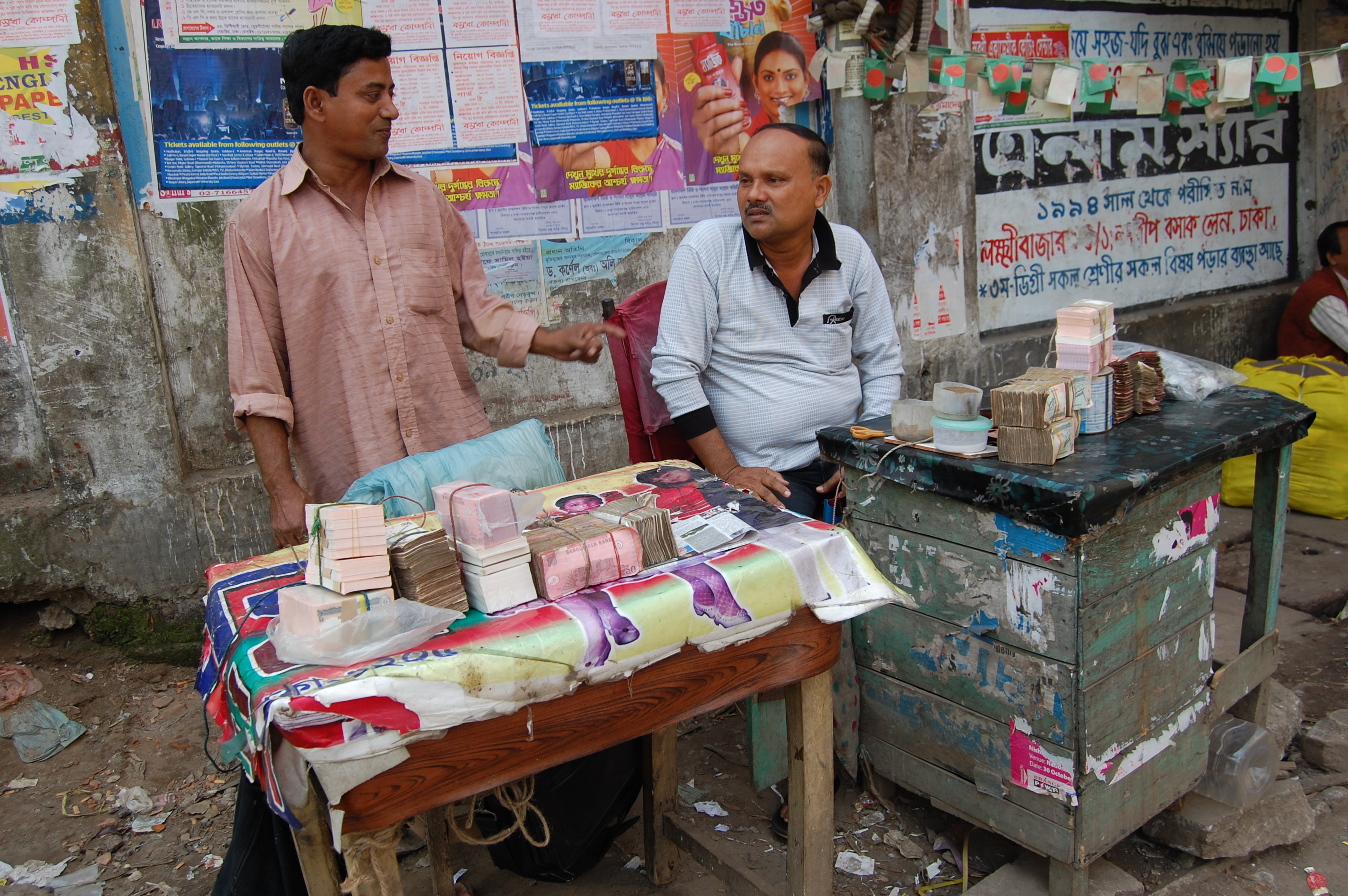
Уличные менялы в Старой Дакке

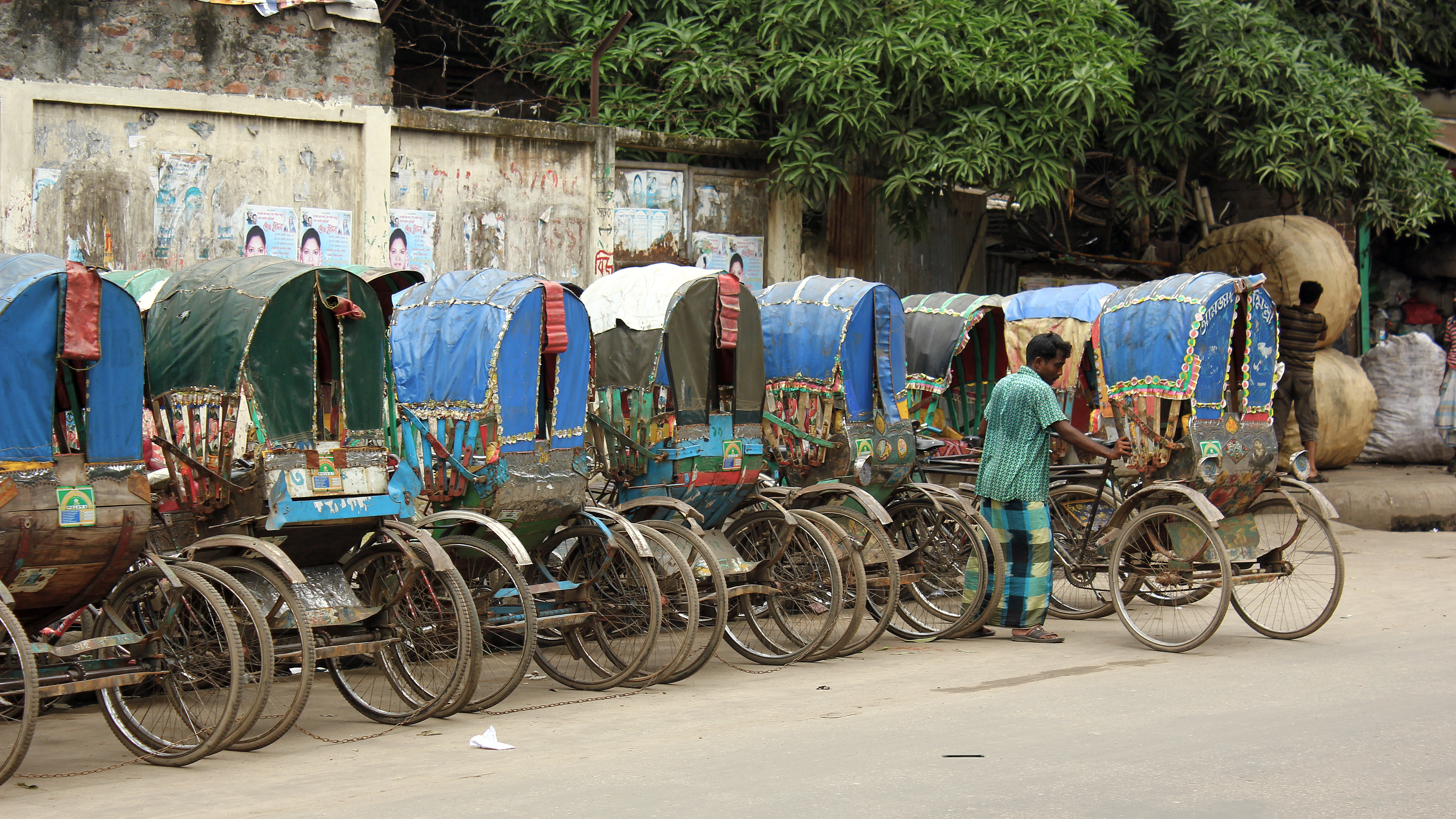
Рикши в Старой Дакке

В Западной Бенгалии и Бангладеш насчитывается около 35 основных мусульманских каст и десятки более мелких подкаст, а также несколько крупных эндогамных этнокастовых, этнорелигиозных и этнолингвистических общин, имеющих кастовые признаки.
- Абдалы[англ.] ведут своё происхождение от арабских шейхов и входят в состав общины факиров[англ.]. Они традиционно вели кочевой образ жизни, попрошайничали и играли на барабанах у суфийских храмов и гробниц. Современные абдалы преимущественно земледельцы и ремесленники. Вероятно, являются мусульманской ветвью низкой индуистской касты дом[англ.][222][223].
- Гхоси[англ.] являются мусульманской ветвью пастушеской касты ахиров[англ.]; ведут своё происхождение от раджпутского принца из клана Ратхор, принявшего ислам, и высоко почитают Абдул-Кадира Гилани. Согласно традициям бенгальских гхоси, они эмигрировали на восток из Канпура в эпоху Моголов. Современные гхоси разводят скот, продают молоко, являются мелкими и средними фермерами; проживают в многокастовых деревнях, в отдельных кварталах; остаются строго эндогамными[224].
- Давуди Бохра являются небольшой этнорелигиозной группой исмаилитов, многие члены которой занимаются оптовой торговлей и финансовыми операциями, особенно между Колкатой и Коломбо, Мумбаи, Суратом, Карачи и портами Йемена[225][226].
- Дафали[англ.] (также известны как масуди и муджавар) относятся к категории низких каст. Ведут своё происхождение от суфийского святого из Бахрайча. Раньше они играли на бубнах (даф) на свадьбах и праздниках, а также в суфийских храмах, многие были ремесленниками. Современные дафали заняты в сельском хозяйстве и промышленности, работают на государственной службе[227].
- Дхакайа[англ.] (также известны как пуран-дхакайа, кхошба или сукхба) населяют старые районы Дакки. Они ведут своё происхождение с Могольского периода, занимаются преимущественно торговлей и говорят на диалекте дхакайа урду[англ.]. Дхакайа представляют собой очень богатое и закрытое сообщество, которое почти не смешивается с остальными бенгальцами[228][229][230].
- Иракские бирадари[англ.] (также известны как иракские шейхи) являются закрытой и богатой кастой, члены которой занимаются торговлей и ростовщичеством, владеют текстильными и кожевенными фабриками в Колкате, а также работают врачами, инженерами и юристами. Бирадари являются потомками выходцев из Ирака, которые осели на землях Делийского султаната[231].
- Каны[англ.] (также известны как халифа) являются эндогамной этнокастовой группой, члены которой традиционно чинят зонты и изготавливают рыболовные крючки. Сельские каны живут в отдельных кварталах, имеют свои панчаяты, работают земледельцами и сезонными рабочими. Согласно традициям, являются мусульманской ветвью низкой индуистской касты дом[англ.][232].
- Кахары-мусульмане[англ.] (также известны как сардары) являются эндогамной ветвью индуистской касты кахаров[англ.]. Ведут своё происхождение от пуштунских поселенцев, приехавших в Бенгалию в раннем средневековье; традиционно работали носильщиками паланкинов. Современные кахары-мусульмане являются мелкими земледельцами, а также подёнными рабочими[233].
- Кела[англ.] (также известны как дхат-махешвари и кхария-мусульмане) являются эндогамной низкой этнокастовой группой, члены которой раньше занимались охотой и собирательством. Они традиционно ловили в лесах змей, жаб и птиц, что соседние общины считали унизительной профессией. Современные кела являются мелкими фермерами и издольщиками, некоторые чинят дверные замки и чемоданы; в многокастовых деревнях Бенгалии кела живут в отдельных кварталах (парас)[234].
- Кхатри-мусульмане[англ.] являются ветвью индуистской касты кхатри[англ.]. Они ведут своё происхождение от арийских кшатриев, которые в эпоху Моголов расселились по Северной Индии. Бенгальские кхатри являются потомками выходцев из Пенджаба и Гуджарата, в британский период многие из них стали заминдарами, сейчас преимущественно занимаются коммерцией[235][236].
- Кхотта[англ.] являются эндогамной этнокастовой суннитской общиной, проживающей в Западной Бенгалии. Между собой говорят на языке кхотта-бхаша[англ.], с окружающими — на бенгальском. Ведут своё происхождение от пуштунских поселенцев, расселившихся в Северной и Восточной Индии в эпоху правления Аливарди-хана. В городах и деревнях живут в обособленных кварталах; во главе каждой общины стоит сардар. Имеют свои брачные и похоронные обряды, свою локальную кухню. Современные кхотта преимущественно земледельцы, многие ездят в города в качестве наёмных чернорабочих[237].
- Лодха-мусульмане[англ.] являются эндогамной этнокастовой ветвью народности лодха[англ.], члены которой приняли ислам, однако сохраняют многие индуистские традиции. Ранее лодха занимались охотой и собирательством, а также продавали кожу змей и жаб. Современные лодха мигрируют в города, где занимаются слесарными работами и нанимаются чернорабочими. В деревнях живут в отдельных кварталах, имеют свои панчаяты и являются малоземельными фермерами[238].
- Мал-мусульмане[англ.] (также известны как бесати-мал и чуривала) являются эндогамной ветвью низкой индуистской касты мал[англ.]. Они традиционно продают на улицах и базарах браслеты и другие украшения, а оптовики развозят товары из Колкаты в провинциальные центры. Деревенские мал-мусульмане проживают в отдельных кварталах и являются мелкими фермерами[239].

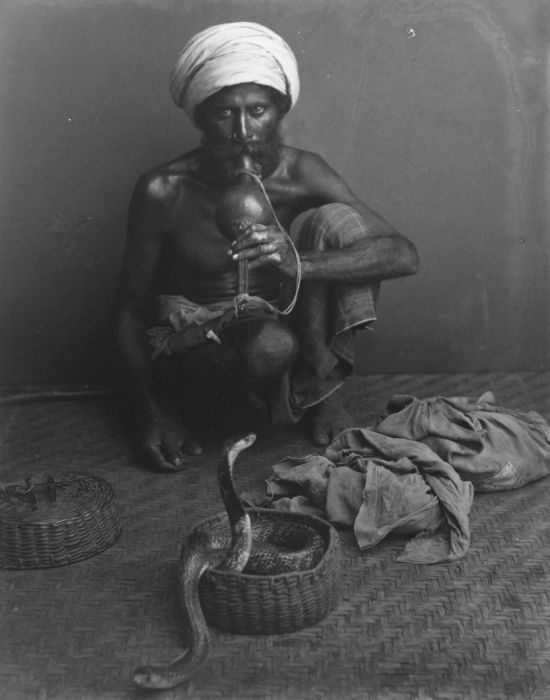
Бенгальский заклинатель змей

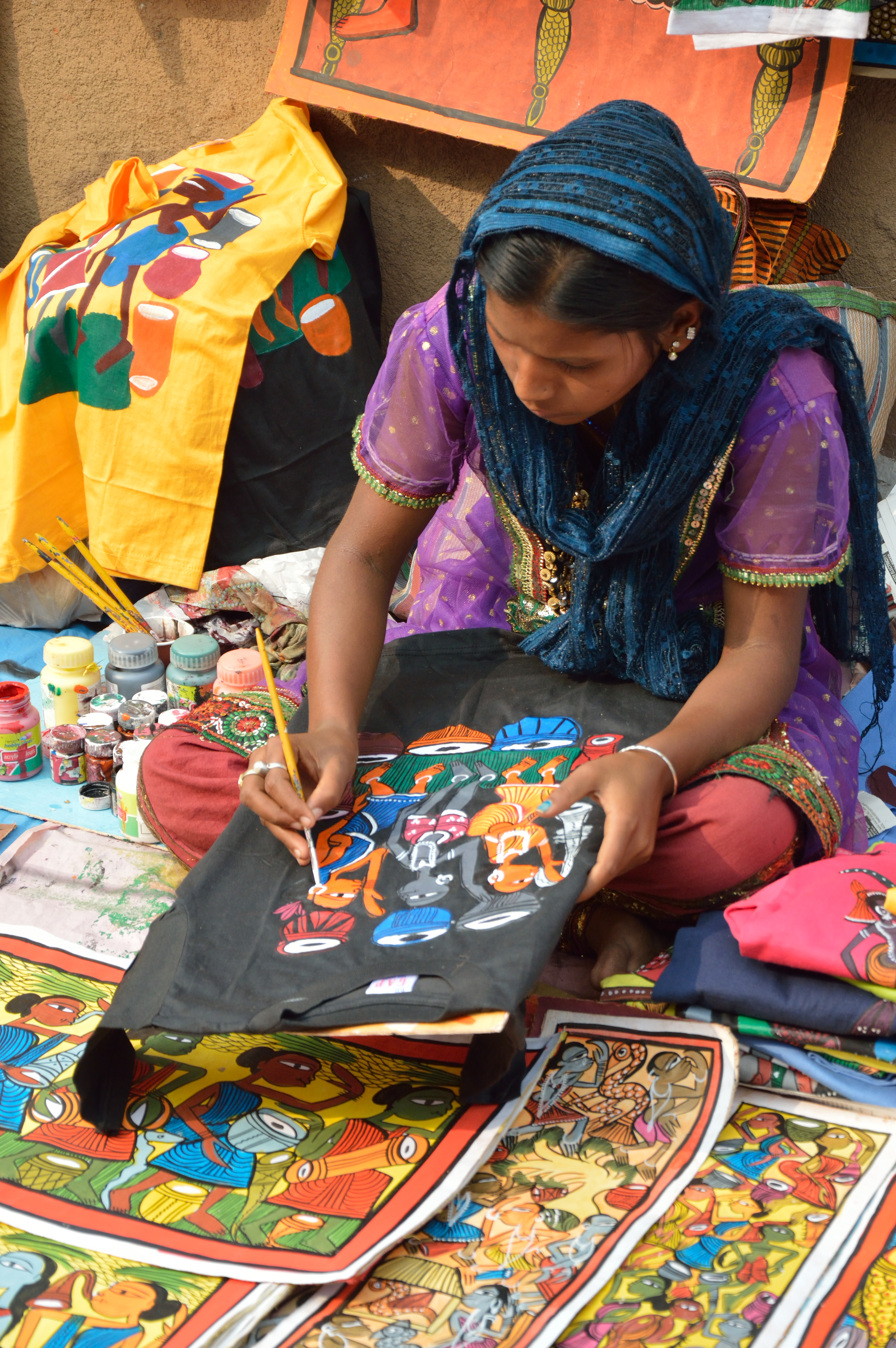
Женщина из касты патуа

- Махифараш[англ.] (также известны как майфораш) являются кастой рыбаков и торговцев рыбой в Восточной Бенгалии. Община махифараш из Старой Дакки со временем превратилась в закрытую и богатую подкасту коммерсантов и промышленников[240][241].
- Мочи-мусульмане[англ.] являются ветвью низкой индуистской касты мучи[англ.] (также известны как мочи). Первые мочи стали принимать ислам ещё в эпоху Делийского султаната. Традиционно мочи изготавливали кожаную обувь, ремни и плащи, конскую сбрую.
- Некари[англ.] являются эндогамной кастой рыбаков и торговцев рыбой в южной Бенгалии (особенно их много в округе Южные 24 парганы). Традиционно проживают по берегам рек; значительная часть в поисках работы перебирается в города, где устраивается подёнщиками[242].
- Нашья[англ.] (также известны как нашья-сех, нашья-шейх и раджбанши-мусульмане) проживают в северной Бенгалии и южном Ассаме. Произошли от коренных племён коч[англ.] и меч[англ.], которые приняли ислам; фактически являются мусульманской ветвью касты раджбанши[англ.], однако сохраняют некоторые культурные черты своего доисламского прошлого. В британский период были крупными и средними землевладельцами, сегодня среди нашья преобладают зажиточные фермеры. Имеют в своём составе несколько крупных кланов (бепари, праманик, саркар, сех); в значительной мере ассимилированы бенгальцами[243][244].
- Патуа[англ.] (также известны как патигар и читракар) являются эндогамной ремесленной кастой, разделённой на мусульманскую и индуистскую ветви. Обычно патуа создают и продают картины, разрисовывают индуистские фигурки богов, свитки с историями о богах, ткани и зонты. Бродячие патуа исполняют в деревнях поэмы, сказания и легенды, попутно предлагая свои изделия; в городах нанимаются подёнщиками. Многие патуа-мусульмане имеют вторые индуистские имена[245].
- Сапурия[англ.] (также известны как санпурия, санпуй и бедиа-мал) являются эндогамной мусульманской ветвью индуистской касты бедиа[англ.]. Их традиционным занятием является заклинание змей и уличные представления с ними; кочевых сапурия крестьяне нанимают для отлова змей, заползших в дома. Часть сапурия занимается земледелием; между собой говорят на локальном диалекте[246].
- Тунтия[англ.] (также известны как тутия и туте) являются крестьянской эндогамной кастой южной Бенгалии, члены которой раньше выращивали шелковицу и тутового шелкопряда; сегодня в основном мелкие и средние фермеры, продающие зерно и овощи[247].
- Факиры[англ.] (также известны как факир-баба, сахаджи, шах, алви, пир, пир-сахеб, деван-баба, деван-сахеб и шах-сахеб) относят себя к потомкам суфийских святых и считаются ветвью общины сейидов. Фактически они трансформировались из сообщества суфийских нищих в эндогамную кастовую группу. Среди бенгальских мусульман факиры имеют высокий социальный статус, схожий с положением брахманов у индуистов. Большинство факиров принадлежат к тарикату кадирия и высоко почитают основателя ордена Абдул-Кадира Гилани, остальные являются членами суфийских тарикатов чиштия, накшбандия и мадария[англ.]. В Западной Бенгалии факиры проживают в многокастовых деревнях, в своих собственных кварталах, являются преимущественно земледельцами и разнорабочими, также кустарно производят растительное масло[248].
- Халалкхоры[англ.] (также известны как халалбеги, шахани, мехтары и бханги-мусульмане) являются выходцами из Бихара, которые прибыли в Бенгалию в поисках работы. Относятся к мусульманской ветви далитов; вероятно, произошли от членов касты чухра[англ.], принявших ислам. Большая часть халалкхоров — шииты, остальные — сунниты (между этими двумя конфессиями нет смешанных браков). Работают преимущественно дворниками и подёнщиками в крупных городах[249].
- Шершабадия[англ.] (также известны как бхатия, бедия или бадия) относятся к сословию суннитских шейхов и широко распространены в штатах Западная Бенгалия, Джаркханд и Бихар, а также в Бангладеш. Шершабадия ведут своё происхождение из северной Бенгалии (современные округа Малда, Муршидабад и Сахибгандж). В период британского правления они участвовали в антиколониальной борьбе под знаменем движения ваххабитов, из-за чего власти причисляли их к преступным кастам. Современные шершабадия подчиняются своим сордарам, занимаются земледелием и торговлей, работают учителями и чиновниками[250][251][252][253][254].

## Бенгальские христиане

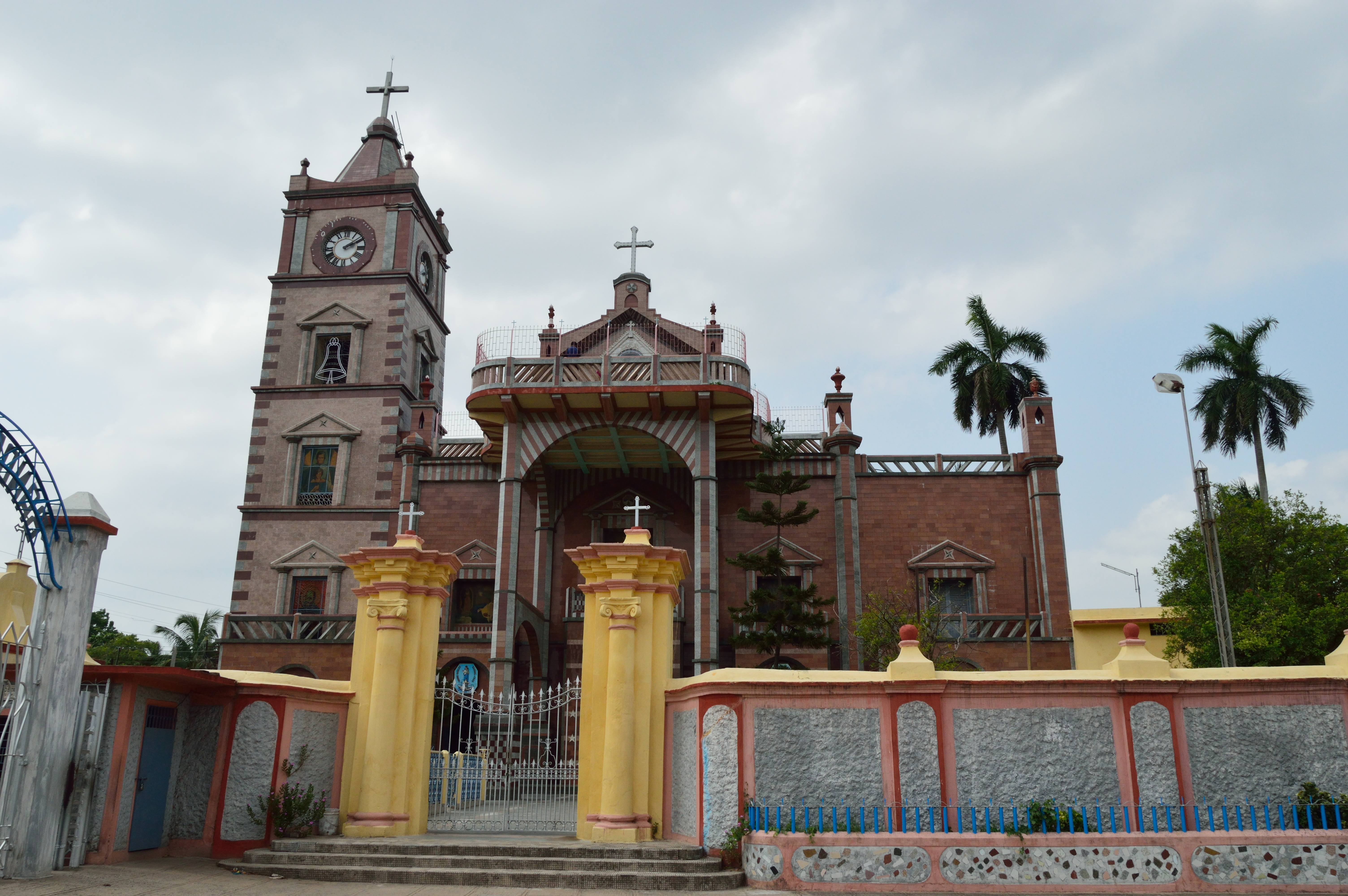
Базилика в округе Хугли

Бенгальские христиане составляют примерно 1 % от всех бенгальцев (около 730 тыс. в Западной Бенгалии и около 640 тыс. в Бангладеш). Поскольку португальские католические и британские протестантские миссионеры проповедовали преимущественно среди самых угнетаемых слоёв населения, среди бенгальских христиан исторически преобладали именно бывшие индусские и мусульманские неприкасаемые. После принятия христианства они так и оставались отверженными для индуистского кастового общества, но могли продвигаться по социальной иерархии внутри своей конфессии. В период Бенгальского Возрождения христианство принимали и многие представители средних и высших каст Калькутты (в том числе члены торгово-ростовщических каст и даже кулин-брахманы). Современные бенгальские христиане имеют высокий уровень грамотности и высокий социально-экономический статус, среди них немало бизнесменов, политиков, преподавателей и журналистов.
 

## Бенгальские буддисты
Бенгальские буддисты составляют около 1 % от всех бенгальцев, они широко распространены в Бангладеш (350 тыс.), Западной Бенгалии (более 280 тыс.) и Трипуре (125 тыс.). В эпоху древних государств Маурьев и Пала буддизм исповедовали как правящие классы, так и простолюдины. В эпоху династий Сена и Дева началось наступление на буддизм брахманизма, а в эпоху Бенгальского султаната — ислама. Последними бенгальскими буддистами при власти были правители царства Мьяу-У. В британский период наступило возрождение буддизма. Современные бенгальские буддисты принадлежат к образованному среднему классу, особенно в Читтагонге, Дакке, Колкате и Агартале; среди них есть немало влиятельных политиков, дипломатов и юристов, а также известных писателей, артистов и спортсменов.

## Бенгальские джайны
Бенгальские джайны делятся на местных сараков и пришлых джайнов из Западной Индии. Сараки, в древности прибывшие в Бенгалию из Гуджарата, потеряли связь с остальными джайнами Индии после завоеваний Хильджи и возобновили контакты с братьями по вере в эпоху экспансии империи маратхов. Сараки, подвергшиеся сильному влиянию индуизма, относятся к средним кастам Бенгалии. Они занимаются ростовщичеством и сдачей земли в аренду, особо почитают Паршву.

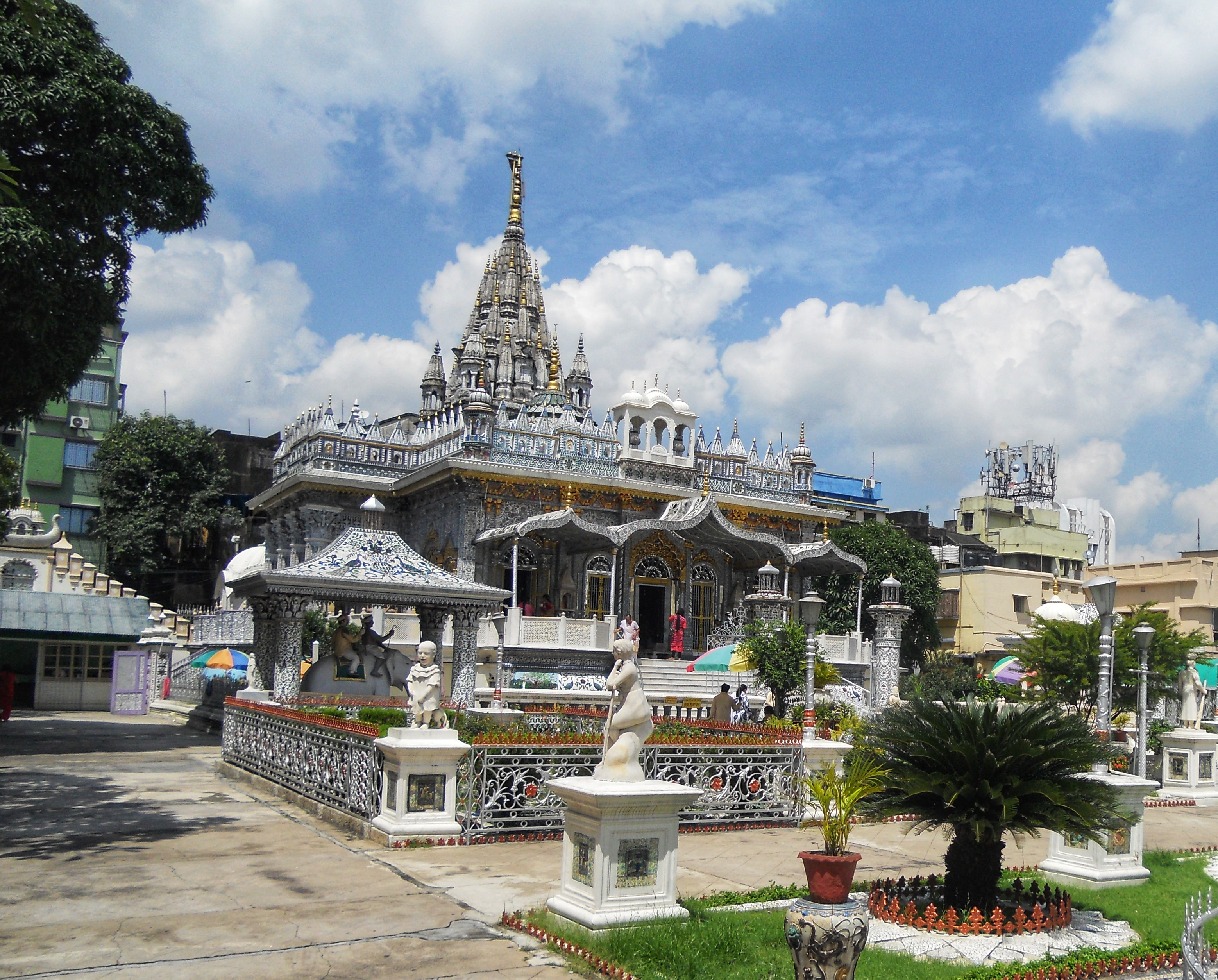
Храм джайнов в Колкате

Западно-индийские джайны из Гуджарата, Бомбея и Раджастхана, осевшие в Бенгалии в британский период, преимущественно являются оптовыми торговцами, ростовщиками, ювелирами и крупными бизнесменами. Согласно переписи 2011 года, в Западной Бенгалии проживало более 60 тыс. джайнов, крупнейшие общины располагались в Колкате (21,2 тыс.) и Хаоре (9,7 тыс.).